# Império do Japão
O Império do Japão (em japonês:  大日本帝国, Dai Nippon Teikoku ou Dai Nihon Teikoku), também conhecido como Império Japonês, Japão Imperial ou simplesmente Japão, foi o estado-nação japonês De 29 de agosto de 1910 a 2 de setembro de 1945, administrou o naichi (o arquipélago japonês e Karafuto pós-1943) e o gaichi (Coreia, Taiwan, Território Alugado de Kwantung e Karafuto pré-1943). O Mandato do Pacífico Sul era um único território dependente do Japão em nome da Liga das Nações sob administração japonesa. Nas fases finais da Segunda Guerra Mundial, com o Japão derrotado ao lado do resto do Eixo, o Instrumento Japonês de Rendição formalizado foi emitido em conformidade com a Declaração de Potsdam dos Aliados vitoriosos, e os japoneses de facto o território posteriormente encolheu para cobrir apenas o arquipélago japonês como é hoje.
Sob os slogans de fukoku kyōhei e shokusan kōgyō que se seguiram à Guerra Boshin e à restauração do poder ao Imperador do Xogum, o Japão passou por um período de industrialização e militarização em grande escala, muitas vezes considerada como a modernização mais rápida de qualquer país até à data. Todos estes aspectos contribuíram para o surgimento do Japão como uma grande potência após a Primeira Guerra Sino-Japonesa, a Rebelião dos Boxers, a Guerra Russo-Japonesa e a Primeira Guerra Mundial. A turbulência económica e política na década de 1920, incluindo a Grande Depressão, levou à ascensão do militarismo, do nacionalismo, do estatismo e do totalitarismo. Esta mudança ideológica acabou por culminar na adesão do Japão à aliança do Eixo com a Alemanha Nazista e a Itália Fascista, e também na conquista de grande parte da Ásia-Pacífico. Durante este período, o exército japonês cometeu muitas atrocidades, incluindo o Massacre de Nanquim.
As Forças Armadas Imperiais Japonesas alcançaram inicialmente sucessos militares em grande escala durante a Segunda Guerra Sino-Japonesa e a Guerra do Pacífico. No entanto, a partir de 1942, e particularmente após avanços decisivos dos Aliados no Atol de Midway e em Guadalcanal, o Japão foi forçado a adotar uma postura defensiva contra os Estados Unidos. A campanha de ilha em ilha liderada pelos americanos levou à eventual perda de muitas das possessões insulares do Japão na Oceania nos três anos seguintes. Eventualmente, os militares americanos capturaram Iwo Jima e a Ilha de Okinawa, deixando o continente japonês desprotegido e sem uma força de defesa naval significativa. Em agosto de 1945, planos haviam sido feitos para uma invasão aliada do Japão continental, mas foram arquivados depois que o Japão se rendeu diante de um grande avanço dos Estados Unidos e da União Soviética, com o primeiro detonando duas bombas atômicas sobre Hiroshima e Nagasaki e este último invadindo os territórios do norte do Japão. A Guerra do Pacífico chegou oficialmente ao fim em 2 de setembro de 1945, levando ao início da ocupação aliada do Japão, durante a qual o líder militar americano Douglas MacArthur administrou o país. Em 1947, através dos esforços dos Aliados, uma nova constituição japonesa foi promulgada, encerrando oficialmente o Império Japonês e formando o atual Japão. Durante este tempo, as Forças Armadas Imperiais Japonesas foram dissolvidas e substituídas pelas atuais Forças de Autodefesa do Japão. A reconstrução sob a ocupação Aliada continuou até 1952, consolidando a moderna monarquia constitucional japonesa.
No total, o Império do Japão teve três imperadores: Meiji, Taishō e Shōwa. A era imperial chegou ao fim no meio do reinado de Shōwa, embora ele tenha permanecido imperador até 1989.

## Terminologia
O estado histórico é frequentemente referido como "Império do Japão", "Império Japonês" ou "Japão Imperial". Em japonês é referido como Dai Nippon Teikoku (大日本帝國),  que se traduz como "Império do Grande Japão" (Dai "Grande", Nippon "Japonês", Teikoku "Império"). O próprio Teikoku é composto pelos substantivos Tei "referindo-se a um imperador" e -koku "nação, estado", literalmente "Estado Imperial" ou "Reino Imperial" (compare o Kaiserreich alemão).
Este significado é significativo em termos geográficos, abrangendo o Japão e seus arredores. A nomenclatura Império do Japão existia desde os domínios anti-Tokugawa, Satsuma e Chōshū, que fundaram seu novo governo durante a Restauração Meiji, com a intenção de formar um estado moderno para resistir à dominação ocidental. Mais tarde, o Império emergiu como uma grande potência no mundo.
Devido ao seu nome em caracteres kanji e à sua bandeira, também recebeu os exônimos "Império do Sol" e "Império do Sol Nascente".

## História

### Prelúdio
Depois de dois séculos, a política de reclusão, ou sakoku, sob os xoguns do período Edo chegou ao fim quando o país foi forçado a se abrir ao comércio pela Convenção de Kanagawa, que ocorreu quando Matthew C. Perry chegou ao Japão em 1854. Assim começou o período conhecido como Bakumatsu.
Os anos seguintes viram um aumento do comércio exterior e da interação; foram assinados tratados comerciais entre o xogunato Tokugawa e os países ocidentais. Em grande parte devido aos termos humilhantes desses tratados desiguais, o xogunato logo enfrentou hostilidade interna, que se materializou em um movimento radical e xenófobo, o sonnō jōi (literalmente "Reverenciar o Imperador, expulsar os bárbaros").
Em março de 1863, o imperador emitiu a “ordem de expulsão dos bárbaros”. Embora o xogunato não tivesse intenção de fazer cumprir a ordem, ela inspirou ataques contra o próprio xogunato e contra estrangeiros no Japão. O Incidente de Namamugi durante 1862 levou ao assassinato de um inglês, Charles Lennox Richardson, por um grupo de samurais de Satsuma. Os britânicos exigiram reparações, mas foram negadas. Ao tentar cobrar o pagamento, a Marinha Real Britânica foi atacada por baterias costeiras perto da cidade de Kagoshima. Eles responderam bombardeando o porto de Kagoshima em 1863. O governo Tokugawa concordou em pagar uma indenização pela morte de Richardson. O bombardeio de navios estrangeiros em Shimonoseki e os ataques contra propriedades estrangeiras levaram ao bombardeio de Shimonoseki por uma força multinacional em 1864. O clã Chōshū também lançou o golpe fracassado conhecido como incidente Kinmon. A aliança Satsuma-Chōshū foi estabelecida em 1866 para combinar seus esforços para derrubar o bakufu Tokugawa. No início de 1867, o imperador Kōmei morreu de varíola e foi substituído por seu filho, o príncipe herdeiro Mutsuhito (Meiji).
Em 9 de novembro de 1867, Tokugawa Yoshinobu renunciou ao cargo e às autoridades do imperador, concordando em "ser o instrumento para cumprir" as ordens imperiais, levando ao fim do xogunato Tokugawa. No entanto, embora a renúncia de Yoshinobu tenha criado um vazio nominal no mais alto nível do governo, o seu aparato de estado continuou a existir. Além disso, o governo shogunal, a família Tokugawa em particular, permaneceu uma força proeminente na ordem política em evolução e manteve muitos poderes executivos, uma perspectiva que os linha-dura de Satsuma e Chōshū consideraram intolerável. 
Em 3 de janeiro de 1868, as forças de Satsuma-Chōshū tomaram o palácio imperial em Quioto, e no dia seguinte o imperador Meiji, de quinze anos, declarou sua própria restauração ao poder total. Embora a maioria da assembleia consultiva imperial estivesse satisfeita com a declaração formal de governo direto pela corte e tendesse a apoiar uma colaboração contínua com os Tokugawa, Saigō Takamori, líder do clã Satsuma, ameaçou a assembleia para abolir o título shōgun e ordenou o confisco das terras de Yoshinobu.
Em 17 de janeiro de 1868, Yoshinobu declarou "que não estaria vinculado à proclamação da Restauração e apelou ao tribunal para rescindi-la". Em 24 de janeiro, Yoshinobu decidiu preparar um ataque a Kyoto, ocupada pelas forças Satsuma e Chōshū. Esta decisão foi motivada pelo conhecimento de uma série de ataques incendiários em Edo, começando com o incêndio das instalações externas do Castelo Edo, a principal residência dos Tokugawa.

#### Guerra Boshin

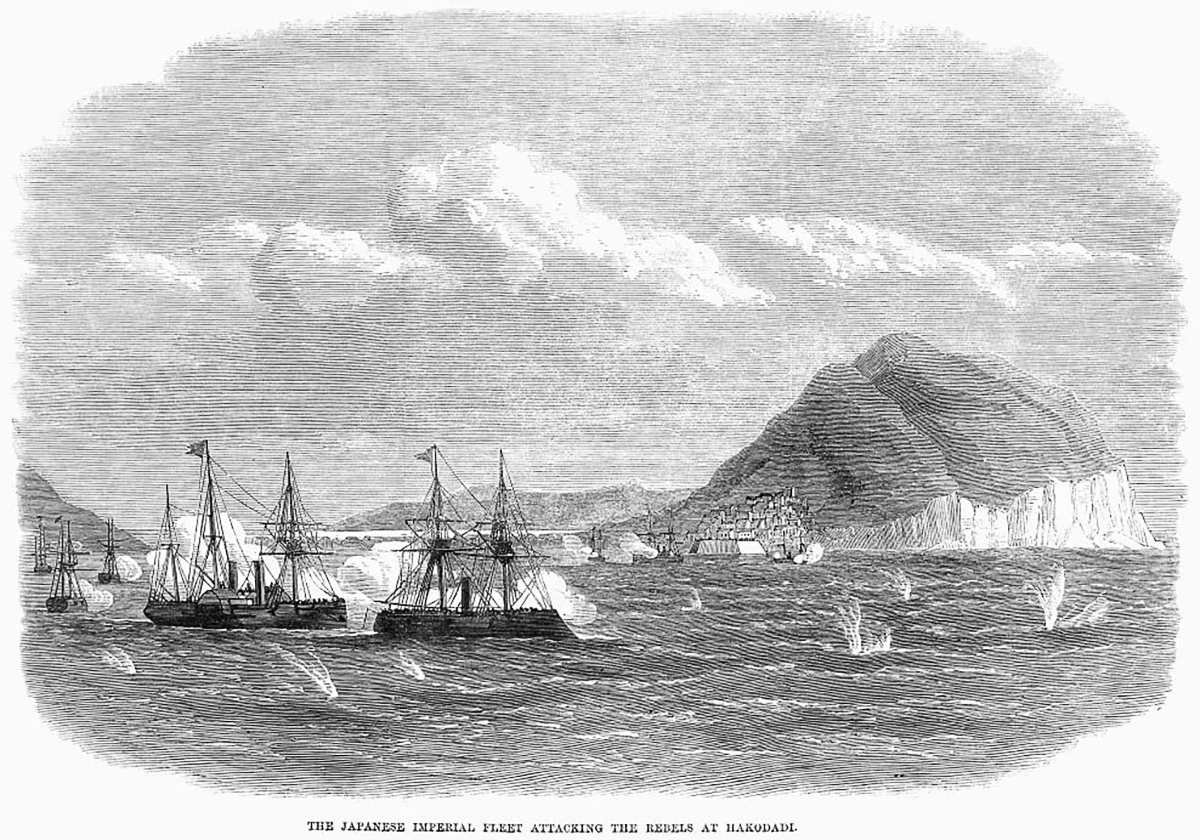
A Batalha Naval de Hakodate, maio de 1869; em primeiro plano, e da Marinha Imperial Japonesa

A Guerra Boshin (戊辰戦争, Boshin Sensō) foi travada entre janeiro de 1868 e maio de 1869. A aliança de samurais dos domínios do sul e do oeste e de oficiais da corte havia agora assegurado a cooperação do jovem imperador Meiji, que ordenou a dissolução do xogunato Tokugawa, de duzentos anos de existência. Tokugawa Yoshinobu lançou uma campanha militar para tomar a corte do imperador em Kyoto. No entanto, a maré virou rapidamente a favor da facção imperial menor, mas relativamente modernizada, e resultou na deserção de muitos daimyōs para o lado imperial. A Batalha de Toba-Fushimi foi uma vitória decisiva na qual um exército combinado dos domínios de Chōshū, Tosa e Satsuma derrotou o exército Tokugawa. Uma série de batalhas foram então travadas em busca dos apoiadores do Xogunato; Edo se rendeu às forças imperiais e depois Yoshinobu se rendeu pessoalmente. Yoshinobu foi destituído de todo o seu poder pelo Imperador Meiji e a maior parte do Japão aceitou o governo do imperador.
Os remanescentes pró-Tokugawa recuaram para o norte de Honshū (Ōuetsu Reppan Dōmei) e mais tarde para Ezo (atual Hokkaidō), onde estabeleceram a República separatista de Ezo. Uma força expedicionária foi enviada pelo novo governo e as forças da República Ezo foram esmagadas. O cerco de Hakodate chegou ao fim em maio de 1869 e as forças restantes se renderam.

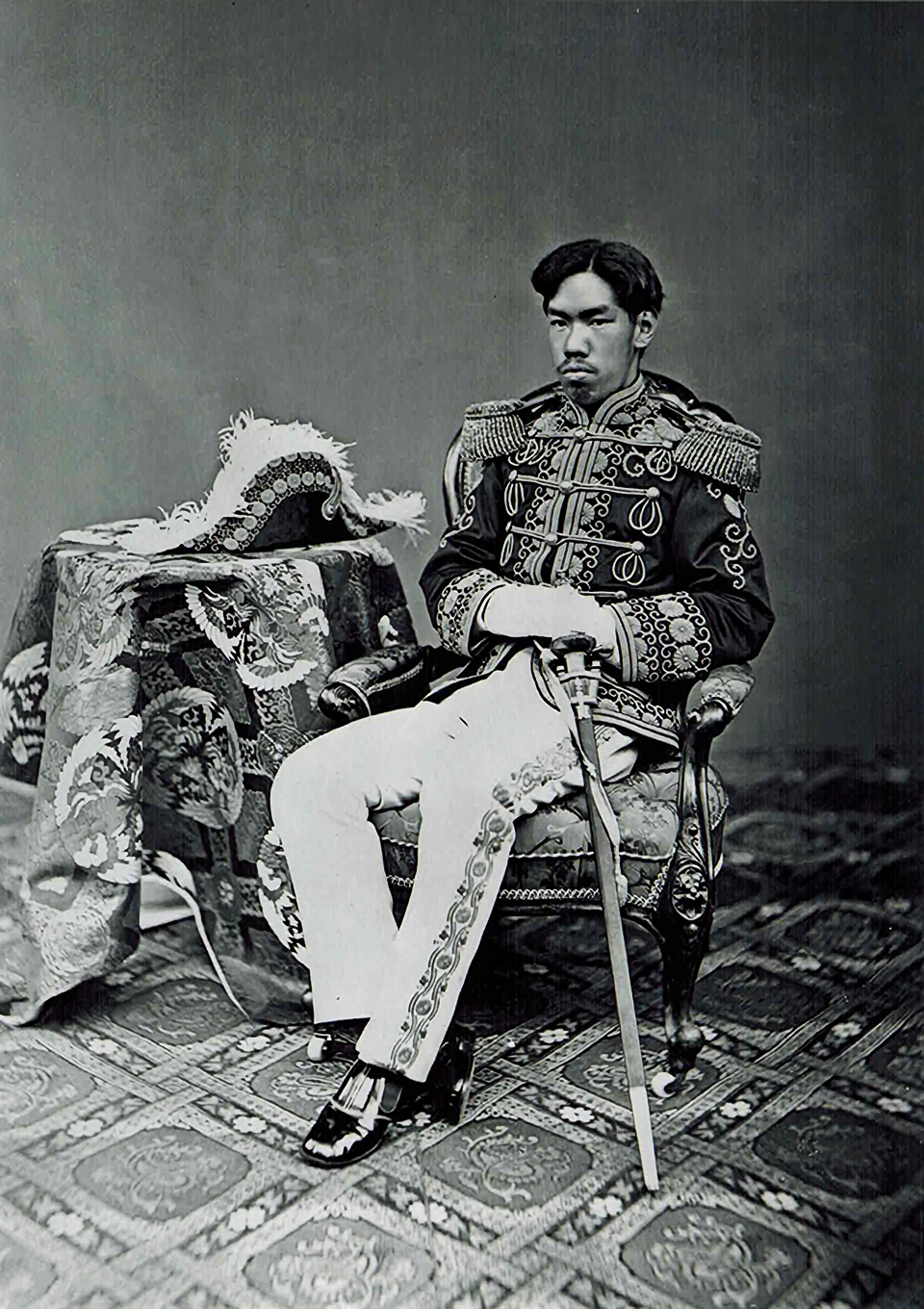
Imperador Meiji, o 122º imperador do Japão

### Era Meiji (1868–1912)
O Juramento da Carta foi tornado público na entronização do Imperador Meiji do Japão em 7 de abril de 1868. O Juramento delineou os principais objetivos e o curso de ação a ser seguido durante o reinado do Imperador Meiji, estabelecendo o cenário legal para a modernização do Japão.  Os líderes Meiji também pretendiam elevar o moral e obter apoio financeiro para o novo governo.

Membros proeminentes da missão Iwakura. Da esquerda para a direita: Kido Takayoshi, Yamaguchi Masuka, Iwakura Tomomi, Itō Hirobumi, Ōkubo Toshimichi

O Japão despachou a Missão Iwakura em 1871. A missão viajou pelo mundo para renegociar os tratados desiguais com os Estados Unidos e os países europeus aos quais o Japão foi forçado durante o xogunato Tokugawa, e para recolher informações sobre os sistemas sociais e económicos ocidentais, a fim de efetuar a modernização do Japão. A renegociação dos tratados desiguais foi universalmente mal-sucedida, mas a observação atenta dos sistemas americano e europeu inspirou os membros, no seu regresso, a levar a cabo iniciativas de modernização no Japão. O Japão fez um tratado de delimitação territorial com oImpério Russo em 1875, ganhando todas as ilhas Curilas em troca da ilha Sacalina.
O governo japonês enviou observadores aos países ocidentais para observar e aprender as suas práticas, e também pagou "conselheiros estrangeiros" em diversas áreas para virem ao Japão para educar a população. Por exemplo, o sistema judicial e a constituição foram modelados após a Prússia, descrita por Saburō Ienaga como "uma tentativa de controlar o pensamento popular com uma mistura de confucionismo e conservadorismo alemão". O governo também proibiu costumes ligados ao passado feudal do Japão, como exibir e usar publicamente a katana e o topete, ambos característicos da classe samurai, que foi abolida junto com o sistema de castas. Isto mais tarde colocaria o governo Meiji em conflito com os samurais.
Vários escritores, sob a constante ameaça de assassinato por parte dos seus inimigos políticos, foram influentes na conquista do apoio japonês para a ocidentalização. Um desses escritores foi Fukuzawa Yukichi, cujas obras incluíam "Condições no Ocidente", "Deixando a Ásia" e "Um Esboço de uma Teoria da Civilização", que detalhava a sociedade ocidental e suas próprias filosofias. No período da Restauração Meiji, o poder militar e económico foi enfatizado. A força militar tornou-se o meio para o desenvolvimento e a estabilidade nacionais. O Japão Imperial tornou-se a única potência mundial não-ocidental e uma força importante na Ásia Oriental em cerca de 25 anos, como resultado da industrialização e do desenvolvimento econômico.

Como comenta o escritor Albrecht Fürst von Urach em seu livreto “O Segredo da Força do Japão”, publicado em 1942, durante o período das potências do Eixo:
A ascensão do Japão a uma potência mundial durante os últimos 80 anos é o maior milagre da história mundial. Os poderosos impérios da antiguidade, as principais instituições políticas da Idade Média e do início da era moderna, o Império Espanhol, o Império Britânico, precisaram de séculos para atingir a sua plena força. A ascensão do Japão foi meteórica. Depois de apenas 80 anos, é uma das poucas grandes potências que determinam o destino do mundo.

#### Transposição na ordem social e destruição cultural
Na década de 1860, o Japão começou a passar por grande turbulência social e rápida modernização. O sistema feudal de castas no Japão terminou formalmente em 1869 com a restauração Meiji. Em 1871, o recém-formado governo Meiji emitiu um decreto chamado Senmin Haishirei (賤民廃止令 Édito de Abolição das Classes ignóbeis) dando aos burakumin status legal igual. Atualmente é mais conhecido como Kaihōrei (解放令 Édito de Emancipação). No entanto, a eliminação dos seus monopólios económicos sobre certas profissões levou, na verdade, a um declínio nos seus padrões de vida gerais, enquanto a discriminação social simplesmente continuou. Por exemplo, a proibição do consumo de carne de gado foi levantada em 1871, e muitos ex-burakumin passaram a trabalhar em matadouros e como talhantes. No entanto, a lenta mudança das atitudes sociais, especialmente nas zonas rurais, fez com que os matadouros e os trabalhadores fossem recebidos com hostilidade por parte dos residentes locais. O ostracismo contínuo, bem como o declínio dos padrões de vida, levaram a que antigas comunidades burakumin se transformassem em bairros de lata.
Nos motins do imposto de sangue, o governo Meiji japonês reprimiu brutalmente as revoltas dos samurais japoneses, irritados porque o status tradicional de intocável do burakumin foi legalmente revogado.
A tensão social continuou a crescer durante o período Meiji, afetando práticas e instituições religiosas. A conversão da fé tradicional já não era legalmente proibida, as autoridades suspenderam a proibição de 250 anos ao cristianismo e os missionários de igrejas cristãs estabelecidas reentraram no Japão. O sincretismo tradicional entre o xintoísmo e o budismo terminou. Perdendo a proteção do governo japonês de que o Budismo desfrutou durante séculos, os monges budistas enfrentaram dificuldades radicais na sustentação das suas instituições, mas as suas atividades também se tornaram menos restringidas pelas políticas e restrições governamentais. À medida que os conflitos sociais surgiram nesta última década do período Edo, surgiram alguns novos movimentos religiosos, que foram diretamente influenciados pelo xamanismo e pelo xintoísmo.
O imperador Ogimachi emitiu decretos para proibir o catolicismo em 1565 e 1568, mas com poucos resultados. Começando em 1587, com a proibição dos missionários jesuítas pelo regente imperial Toyotomi Hideyoshi, o cristianismo foi reprimido como uma ameaça à unidade nacional. Sob Hideyoshi e o sucessor do xogunato Tokugawa, o cristianismo católico foi reprimido e seus adeptos foram perseguidos. Depois que o xogunato Tokugawa proibiu o cristianismo em 1620, ele deixou de existir publicamente. Muitos católicos passaram à clandestinidade, tornando-se hidden Christians (隠れキリシタン, kakure kirishitan), enquanto outros perderam a vida. Depois que o Japão foi aberto às potências estrangeiras em 1853, muitos clérigos cristãos foram enviados de igrejas católicas, protestantes e ortodoxas, embora o proselitismo ainda estivesse proibido. Somente após a Restauração Meiji o Cristianismo foi restabelecido no Japão. A liberdade religiosa foi introduzida em 1871, dando a todas as comunidades cristãs o direito à existência legal e à pregação.
A Ortodoxia Oriental foi trazida ao Japão no século XIX por São Nicolau (batizado como Ivan Dmitrievich Kasatkin), que foi enviado em 1861 pela Igreja Ortodoxa Russa para Hakodate, Hokkaidō como sacerdote de uma capela do Consulado Russo.  São Nicolau do Japão fez sua própria tradução do Novo Testamento e de alguns outros livros religiosos para o japonês. Desde então, Nicolau foi canonizado como santo pelo Patriarcado de Moscou em 1970 e agora é reconhecido como São Nicolau, Igual aos Apóstolos no Japão. Seu dia de comemoração é 16 de fevereiro. Andronic Nikolsky, nomeado primeiro bispo de Quioto e posteriormente martirizado como arcebispo de Perm durante a Revolução Russa, também foi canonizado pela Igreja Ortodoxa Russa como Santo e Mártir no ano 2000.

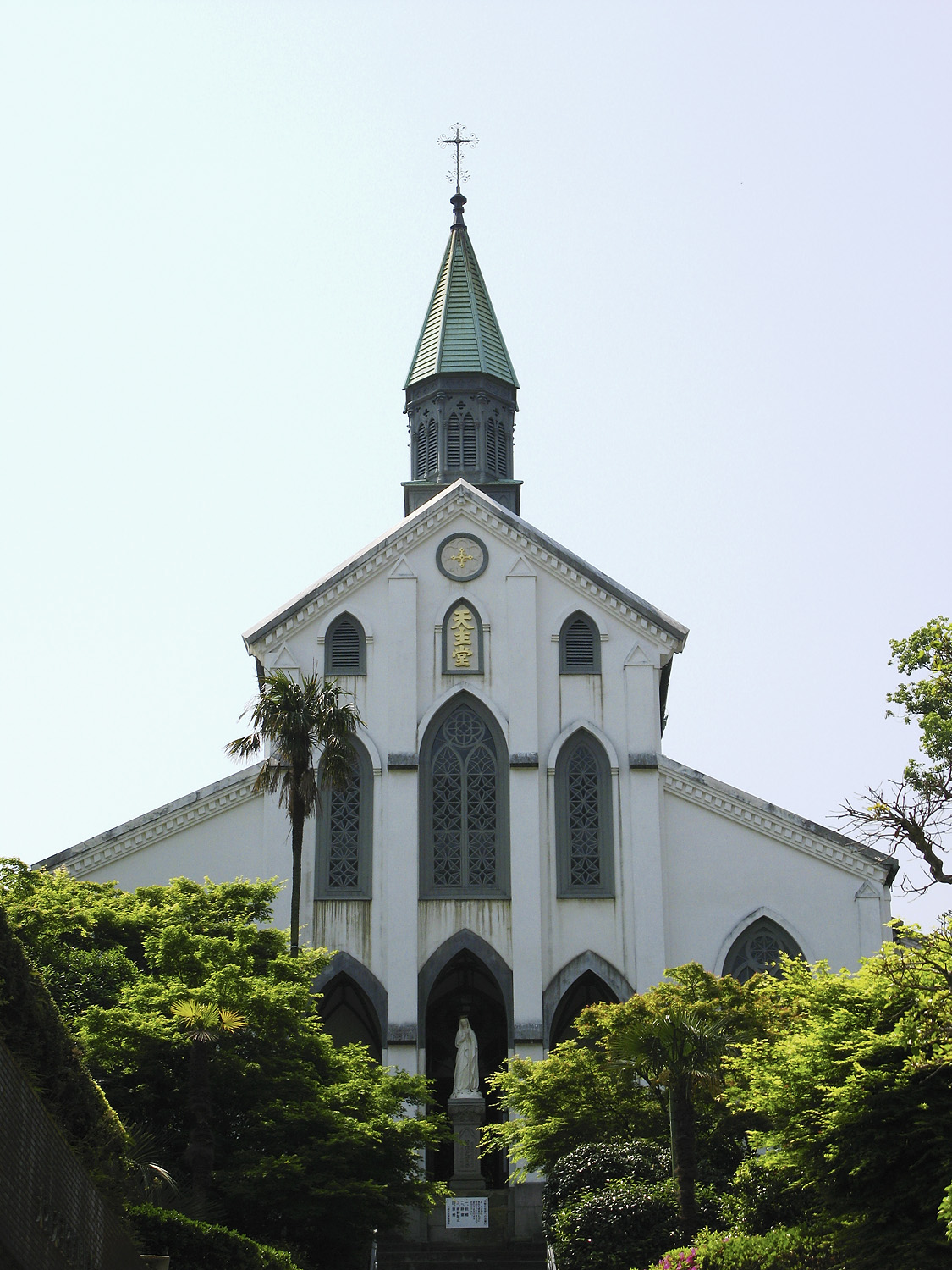
Igreja Oura, Nagasaki

Divie Bethune McCartee foi o primeiro ministro missionário presbiteriano ordenado a visitar o Japão, em 1861–1862. Seu tratado gospel traduzido para o japonês foi uma das primeiras literaturas protestantes no Japão. Em 1865, McCartee voltou para Ningbo, na China, mas outros seguiram seus passos. Houve uma explosão de crescimento do Cristianismo no final do século 19, quando o Japão reabriu suas portas ao Ocidente. O crescimento da igreja protestante desacelerou dramaticamente no início do século XX sob a influência do governo militar durante o período Shōwa.
Sob a Restauração Meiji, as práticas das classes samurais, consideradas feudais e inadequadas para os tempos modernos após o fim do sakoku em 1853, resultaram em uma série de decretos destinados a “modernizar” a aparência dos homens japoneses da classe alta. Com o Édito Dampatsurei de 1871 emitido pelo Imperador Meiji durante o início da Era Meiji, os homens das classes samurais foram forçados a cortar o cabelo curto, abandonando efetivamente o penteado chonmage.:149
Durante o início do século 20, o governo suspeitava de uma série de movimentos religiosos não autorizados e periodicamente fazia tentativas de suprimi-los. A repressão governamental foi especialmente severa desde a década de 1930 até ao início da década de 1940, quando o crescimento do nacionalismo japonês e do xintoísmo estatal estavam intimamente ligados. Sob o regime Meiji, a lesa majestade proibiu insultos contra o imperador e sua casa imperial, e também contra alguns dos principais santuários xintoístas que se acreditava estarem fortemente ligados ao imperador. O governo reforçou o seu controlo sobre as instituições religiosas que foram consideradas minadoras do xintoísmo estatal ou do nacionalismo.
A maioria dos castelos japoneses foram destruídos no final do século XIX na restauração Meiji pelo povo e governo japoneses, a fim de modernizar e ocidentalizar o Japão e romper com a era feudal passada dos Daimyo e Shoguns. Foi somente por causa dos Jogos Olímpicos de Verão de 1964 no Japão que réplicas baratas de concreto desses castelos foram construídas para os turistas. A grande maioria dos castelos no Japão hoje são novas réplicas feitas de concreto. Em 1959, uma torre de menagem de concreto foi construída para o castelo de Nagoya.
Durante o Shinbutsu bunri da restauração Meiji, dezenas de milhares de ídolos e templos religiosos budistas japoneses foram destruídos. Muitas estátuas ainda estão em ruínas. As réplicas de templos foram reconstruídas com concreto. O Japão então fechou e fechou dezenas de milhares de antigos santuários xintoístas tradicionais na Política de Consolidação de Santuários e o governo Meiji construiu os novos 15 santuários modernos da restauração Kenmu como um movimento político para vincular a restauração Meiji à restauração Kenmu para seu novo Estado culto xintoísta.
Os japoneses tiveram que olhar pinturas antigas para descobrir como era o templo Horyu-ji quando o reconstruíram. A reconstrução foi originalmente planejada para a era Shōwa.
Os japoneses usaram principalmente concreto em 1934 para reconstruir a Ponte Togetsukyo, ao contrário da versão original de madeira destruída da ponte de 836.

#### Reforma política

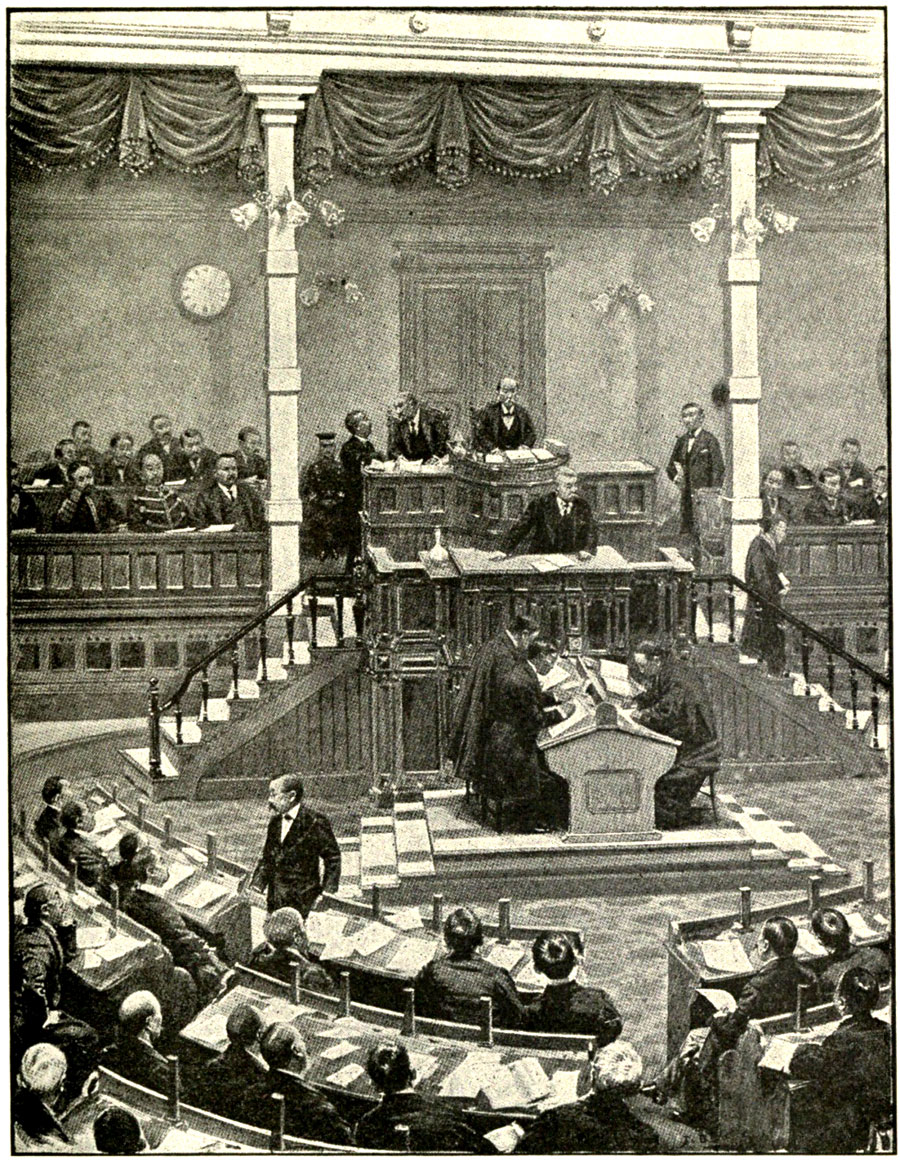
Interior do Parlamento Japonês, mostrando o Primeiro-Ministro discursando dirigindo-se à Câmara dos Pares, 1915

A ideia de uma constituição escrita foi tema de acalorados debates dentro e fora do governo desde o início do governo Meiji. A oligarquia conservadora Meiji via qualquer coisa que se assemelhasse à democracia ou ao republicanismo com suspeita e receio, e favorecia uma abordagem gradualista. O Movimento pela Liberdade e pelos Direitos do Povo exigiu o estabelecimento imediato de uma assembleia nacional eleita e a promulgação de uma constituição.

A constituição reconheceu a necessidade de mudança e modernização após a remoção do xogunato:
Nós, os Sucessores do próspero Trono de Nossos Antecessores, juramos humilde e solenemente ao Fundador Imperial de Nossa Casa e a Nossos outros Ancestrais Imperiais que, na prossecução de uma grande política co-extensiva com os Céus e com a Terra, Nós manterá e protegerá do declínio a antiga forma de governo.... Tendo em conta a tendência progressiva do curso dos assuntos humanos e em paralelo com o avanço da civilização, consideramos oportuno, a fim de dar clareza e clareza às instruções legadas pelo Imperial Fundador da Nossa Casa e pelo Nosso outros ancestrais imperiais, para estabelecer leis fundamentais....
O Japão Imperial foi fundado, de jure, após a assinatura da Constituição do Império do Japão em 1889. A constituição formalizou grande parte da estrutura política do Império e deu muitas responsabilidades e poderes ao Imperador.
- Artigo 1. O Império do Japão será governado e governado por uma linhagem de imperadores ininterrupta por eras eternas.
- Artigo 2. O Trono Imperial será sucedido por descendentes imperiais do sexo masculino, de acordo com as disposições da Lei da Casa Imperial.
- Artigo 3. O Imperador é sagrado e inviolável.
- Artigo 4. O Imperador é o chefe do Império, reunindo em Si os direitos de soberania, e exerce-os, de acordo com as disposições da presente Constituição.
- Artigo 5. O Imperador exerce o poder legislativo com o consentimento da Dieta Imperial.
- Artigo 6. O Imperador sanciona as leis e ordena que sejam promulgadas e executadas.
- Artigo 7. O Imperador convoca a Dieta Imperial, abre, fecha e prorroga, e dissolve a Câmara dos Representantes.
- Artigo 11. O Imperador detém o comando supremo do Exército e da Marinha.[55]
- Artigo 12. O Imperador determina a organização e a situação de paz do Exército e da Marinha.
- Artigo 13. O Imperador declara guerra, faz a paz e conclui tratados.
- Artigo 14. O Imperador declara estado de sítio.
- Artigo 15. O Imperador confere títulos de nobreza, posição, ordens e outras marcas de honra.
- Artigo 16. O Imperador ordena anistia, perdão, comutação de penas e reabilitação.
- Artigo 17. A Regência será instituída em conformidade com as disposições da Lei da Casa Imperial.

Em 1890, a Dieta Imperial foi estabelecida em resposta à Constituição Meiji. A Dieta consistia na Câmara dos Representantes do Japão e na Câmara dos Pares. Ambas as casas abriram assentos para coloniais e também para japoneses. A Dieta Imperial continuou até 1947.

#### Desenvolvimento Econômico

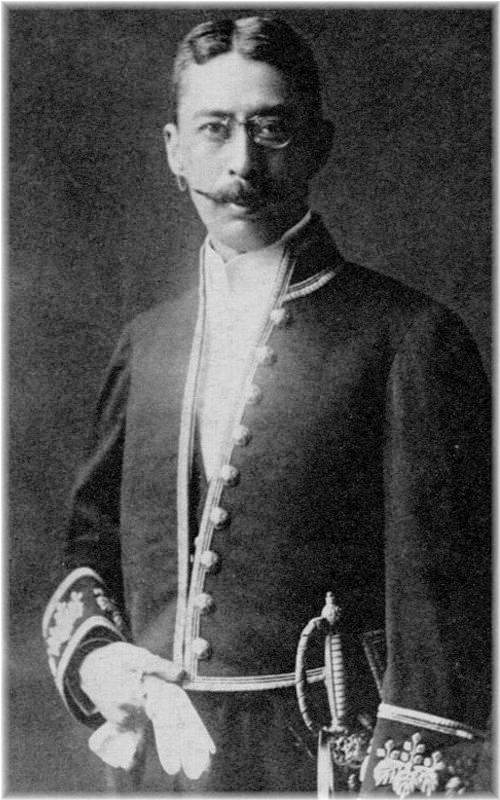
Barão Masuda Tarokaja, membro da Câmara dos Pares (Kazoku). Seu pai, o Barão Masuda Takashi, foi o responsável por transformar Mitsui em um zaibatsu.

O desenvolvimento econômico foi caracterizado pela rápida industrialização, pelo desenvolvimento de uma economia capitalista, e pela transformação de muitos trabalhadores feudais em trabalho assalariado. O recurso à greve também aumentou e, em 1897, com a criação de um sindicato dos metalúrgicos, foram formadas as bases do moderno movimento sindical japonês.
Os samurais foram autorizados a trabalhar em qualquer ocupação que quisessem. A admissão nas universidades foi determinada com base nos resultados dos exames. O governo também recrutou mais de 3 000 ocidentais para ensinar ciências modernas, matemática, tecnologia e línguas estrangeiras no Japão (Oyatoi gaikokujin). Apesar disso, a mobilidade social ainda era baixa devido ao fato de os samurais e seus descendentes estarem super-representados na nova classe de elite.
Depois de enviar observadores aos Estados Unidos, o Império do Japão inicialmente copiou o sistema descentralizado americano sem banco central.  Em 1871, a Lei da Nova Moeda de Meiji 4 (1871) aboliu as moedas locais e estabeleceu o iene como a nova moeda decimal. Tinha paridade com o dólar de prata mexicano.

#### Primeira Guerra Sino-Japonesa

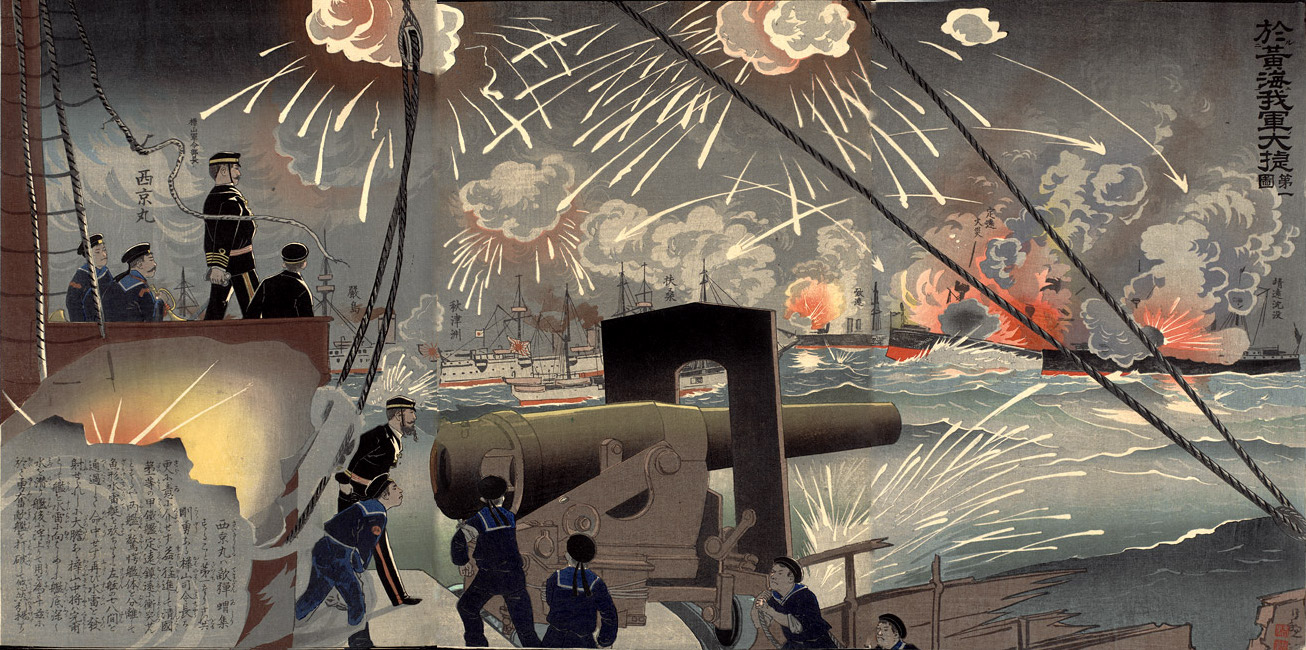
Tropas japonesas disparando contra embarcações Qing na Batalha do Rio Yalu

A Primeira Guerra Sino-Japonesa, travada em 1894 e 1895, girou em torno da questão do controle e influência sobre a Coreia sob o domínio da Dinastia Joseon. A Coreia era tradicionalmente um estado tributário do Império Qing da China, que exercia grande influência sobre os oficiais conservadores coreanos que se reuniam em torno da família real do reino Joseon. Em 27 de fevereiro de 1876, após vários confrontos entre isolacionistas coreanos e japoneses, o Japão impôs o Tratado Japão-Coreia de 1876, forçando a abertura da Coreia ao comércio japonês. O ato impede que qualquer outra potência domine a Coreia, resolvendo acabar com a centenária suserania chinesa.
Em 4 de junho de 1894, a Coreia solicitou ajuda ao Império Qing para reprimir a Rebelião Donghak. O governo Qing enviou 2 800 soldados para a Coreia. Os japoneses reagiram enviando uma força expedicionária de 8 000 soldados (a Brigada Composta de Oshima) para a Coreia. Os primeiros 400 soldados chegaram em 9 de junho a caminho de Seul, e 3 000 desembarcaram em Incheon em 12 de junho O governo Qing recusou a sugestão do Japão de que o Japão e a China cooperassem para reformar o governo coreano. Quando a Coreia exigiu que o Japão retirasse as suas tropas da Coreia, os japoneses recusaram. No início de junho de 1894, os 8 000 soldados japoneses capturaram o rei coreano Gojong, ocuparam o Palácio Real em Seul e, em 25 de junho, instalaram um governo fantoche em Seul. O novo governo coreano pró-japonês concedeu ao Japão o direito de expulsar as forças Qing enquanto o Japão despachava mais tropas para a Coreia.
A China se opôs e a guerra começou. As tropas terrestres japonesas derrotaram as forças chinesas na Península de Liaodong e quase destruíram a marinha chinesa na Batalha do Rio Yalu. O Tratado de Shimonoseki foi assinado entre o Japão e a China, que cedeu a Península de Liaodong e a ilha de Taiwan ao Japão. Após o tratado de paz, Império Russo, Império Alemão e França forçaram o Japão a retirar-se da Península de Liaodong na Tríplice Intervenção. Logo depois, a Rússia ocupou a Península de Liaodong, construiu a fortaleza de Port Arthur e baseou a Frota Russa do Pacífico no porto. A Alemanha ocupou a baía de Jiaozhou, construiu a fortaleza de Tsingtao e baseou a Esquadra Alemã da Ásia Oriental neste porto.

#### Levante dos Boxers

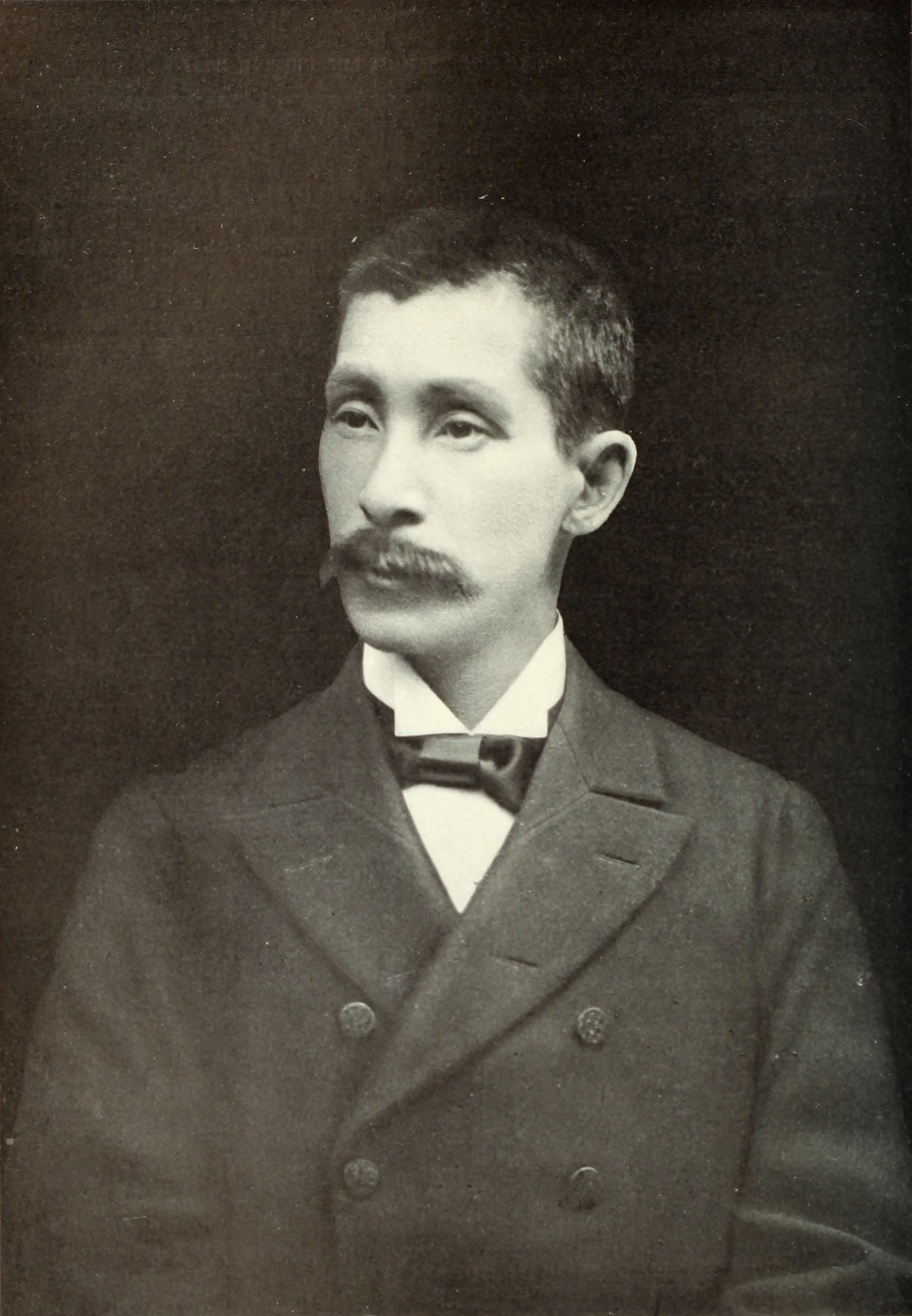
Marquês Komura Jutaro. Komura tornou-se Ministro das Relações Exteriores durante a primeira administração Katsura e assinou o Protocolo Boxer em nome do Japão

Em 1900, o Japão juntou-se a uma coalizão militar internacional criada em resposta à Rebelião Boxer no Império Qing da China. O Japão forneceu o maior contingente de tropas: 20 840, além de 18 navios de guerra. Do total, 20 300 eram tropas do Exército Imperial Japonês da 5ª Divisão de Infantaria sob o comando do tenente-general Yamaguchi Motoomi; o restante foram 540 rikusentai navais (fuzileiros navais) da Marinha Imperial Japonesa. 

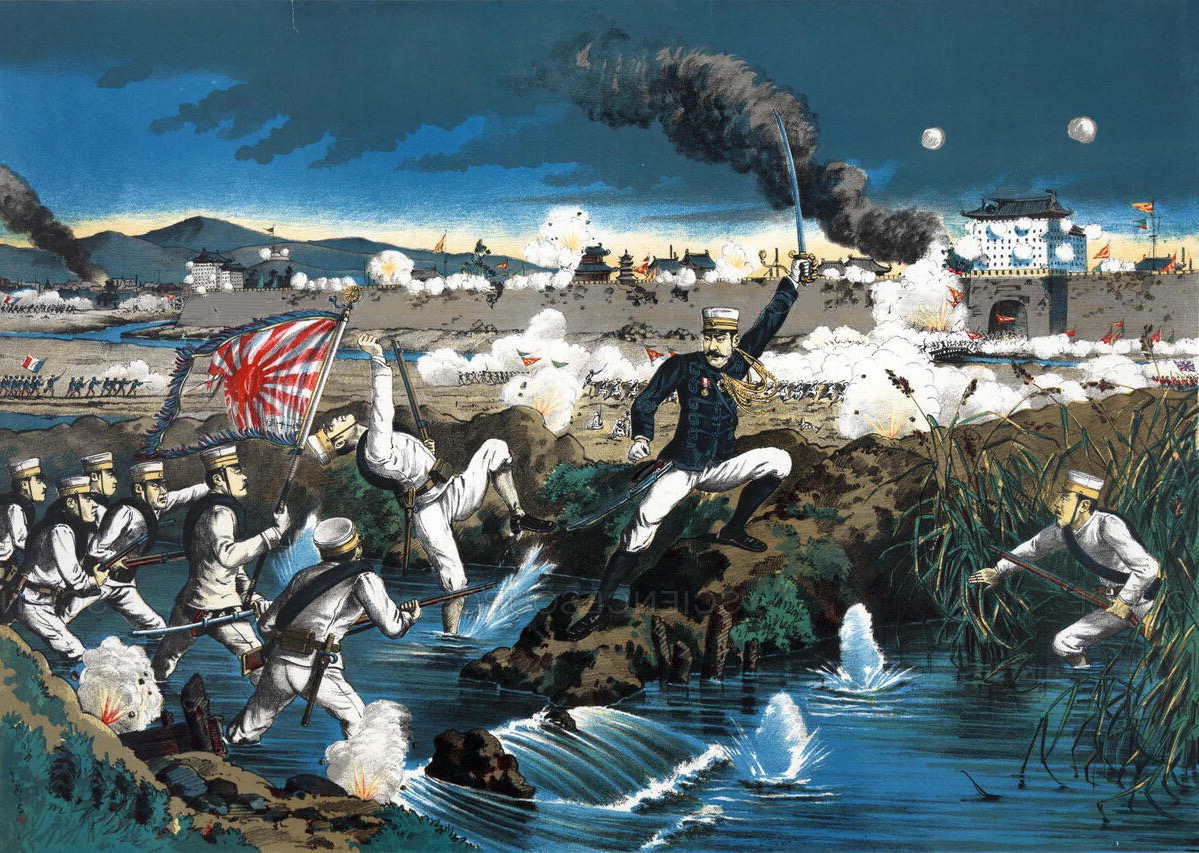
Soldados japoneses e franceses na Batalha de Tientsin

No início da Rebelião Boxer, os japoneses tinham apenas 215 soldados no norte da China estacionados em Tientsin; quase todos eram rikusentai navais do Kasagi e do Atago, sob o comando do capitão Shimamura Hayao. Os japoneses conseguiram contribuir com 52 homens para a Expedição Seymour. Em 12 de junho de 1900, o avanço da Expedição Seymour foi interrompido cerca de 48km da capital, por forças mistas de boxeadores e do exército regular chinês. Os aliados, em grande desvantagem numérica, retiraram-se para as proximidades de Tianjin, tendo sofrido mais de 300 baixas. O Estado-Maior do exército em Tóquio tomou conhecimento do agravamento das condições na China e elaborou planos de contingência ambiciosos, mas na sequência da Tripla Intervenção cinco anos antes, o governo recusou-se a enviar um grande número de tropas a menos que solicitado pelo potências ocidentais. No entanto, três dias depois, uma força provisória de 1 300 soldados comandada pelo major-general Fukushima Yasumasa seria enviada para o norte da China. Fukushima foi escolhido porque falava inglês fluentemente, o que lhe permitia comunicar-se com o comandante britânico. A força pousou perto de Tianjin em 5 de julho.
Em 17 de junho de 1900, os Rikusentai navais de Kasagi e Atago juntaram-se a marinheiros britânicos, russos e alemães para tomar os fortes de Dagu perto de Tianjin. À luz da situação precária, os britânicos foram obrigados a pedir reforços adicionais ao Japão, uma vez que os japoneses tinham as únicas forças disponíveis na região. Na época, a Grã-Bretanha estava fortemente envolvida na Guerra dos Bôeres, de modo que grande parte do exército britânico estava presa na África do Sul. Além disso, o envio de um grande número de tropas das suas guarnições para a Índia levaria demasiado tempo e enfraqueceria a segurança interna naquele país. Superando as dúvidas pessoais, o ministro das Relações Exteriores, Aoki Shūzō, calculou que as vantagens de participar de uma coalizão aliada eram atraentes demais para serem ignoradas. O primeiro-ministro Yamagata concordou, mas outros membros do gabinete exigiram que houvesse garantias por parte dos britânicos em troca dos riscos e custos do grande envio de tropas japonesas. Em 6 de julho de 1900, a 5ª Divisão de Infantaria foi alertada para um possível deslocamento para a China, mas nenhum cronograma foi definido para isso. Dois dias depois, com a necessidade urgente de mais tropas terrestres para levantar o cerco às legações estrangeiras em Pequim, o embaixador britânico ofereceu ao governo japonês um milhão de libras esterlinas em troca da participação japonesa.
Pouco depois, unidades avançadas da 5ª Divisão partiram para a China, elevando a força japonesa para 3 800 militares dos 17 000 das forças aliadas. O comandante da 5ª Divisão, Tenente General Yamaguchi Motoomi, assumiu o controle operacional de Fukushima. As tropas japonesas estiveram envolvidas no ataque a Tianjin em 14 de julho, após o qual os aliados se consolidaram e aguardaram o restante da 5ª Divisão e outros reforços da coalizão. No momento em que o cerco às legações foi levantado em 14 de agosto de 1900, a força japonesa de 13 000 homens era o maior contingente individual e representava cerca de 40% dos aproximadamente 33 000 homens da força expedicionária aliada. As tropas japonesas envolvidas nos combates tiveram um bom desempenho, embora um observador militar britânico sentisse que a sua agressividade, formações densamente compactadas e excesso de vontade de atacar lhes custaram baixas excessivas e desproporcionais.  Por exemplo, durante os combates em Tianjin, os japoneses sofreram mais de metade das baixas aliadas (400 de 730), mas representaram menos de um quarto (3 800) da força de 17 000.  Da mesma forma, em Pequim, os japoneses foram responsáveis por quase dois terços das perdas (280 de 453), embora constituíssem pouco menos de metade da força de assalto.
Após a revolta, o Japão e os países ocidentais assinaram o Protocolo Boxer com a China, que lhes permitiu estacionar tropas em solo chinês para proteger os seus cidadãos. Após o tratado, a Rússia continuou a ocupar toda a Manchúria.

#### Guerra Russo-Japonesa

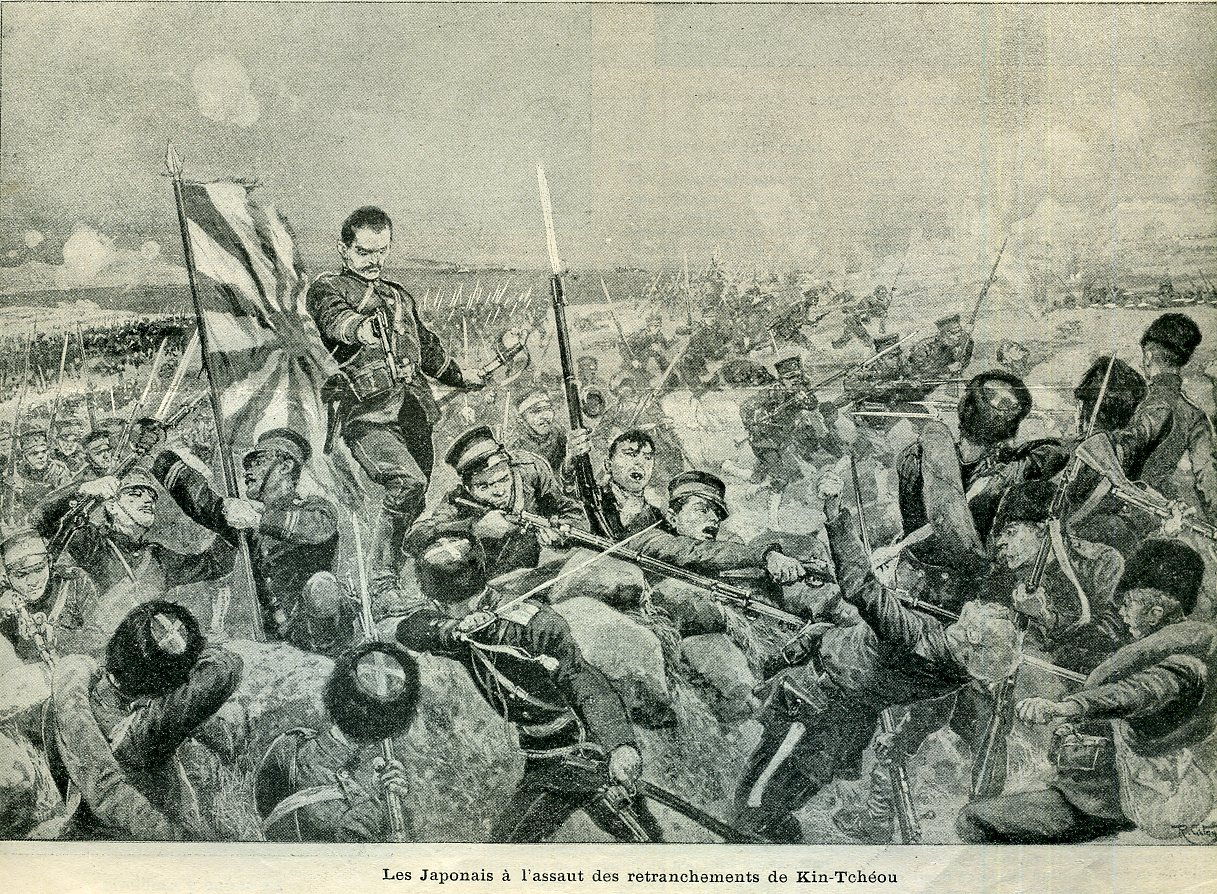
Ilustração francesa de um ataque japonês às tropas russas entrincheiradas durante a Guerra Russo-Japonesa

A Guerra Russo-Japonesa foi um conflito pelo controle da Coreia e partes da Manchúria entre o Império Russo e o Império do Japão que ocorreu de 1904 a 1905. A vitória elevou enormemente a estatura do Japão no mundo da política global. A guerra é marcada pela oposição japonesa aos interesses russos na Coreia, na Manchúria e na China, notadamente, na Península de Liaodong, controlada pela cidade de Ryojun.
Originalmente, no Tratado de Shimonoseki, Ryojun foi entregue ao Japão. Esta parte do tratado foi rejeitada pelas potências ocidentais, que cederam o porto ao Império Russo, promovendo os interesses russos na região. Esses interesses entraram em conflito com os interesses japoneses. A guerra começou com um ataque surpresa à frota oriental russa estacionada em Port Arthur, que foi seguido pela Batalha de Port Arthur. Os elementos que tentaram escapar foram derrotados pela marinha japonesa comandada pelo almirante Togo Heihachiro na Batalha do Mar Amarelo. Após um início tardio, foi negada à frota russa do Báltico a passagem pelo Canal de Suez, controlado pelos britânicos. A frota chegou ao local um ano depois, apenas para ser aniquilada na Batalha de Tsushima. Embora a guerra terrestre não tenha sido tão ruim para os russos, as forças japonesas foram significativamente mais agressivas do que as suas homólogas russas e ganharam uma vantagem política que culminou com o Tratado de Portsmouth, negociado nos Estados Unidos pelo presidente americano Theodore Roosevelt. Como resultado, a Rússia perdeu a parte da Ilha Sacalina ao sul dos 50 graus de latitude Norte (que se tornou a Prefeitura de Karafuto), bem como muitos direitos minerais na Manchúria. Além disso, a derrota da Rússia abriu caminho para o Japão anexar a Coreia em 1910.

#### Anexação da Coreia
No final do século XIX e início do século XX, vários países ocidentais competiram activamente por influência, comércio e território na Ásia Oriental, e o Japão procurou juntar-se a estas potências coloniais modernas. O recém-modernizado governo Meiji do Japão voltou-se para a Coreia (sob a dinastia Joseon), então na esfera de influência da dinastia Qing da China. O governo japonês inicialmente procurou separar a Coreia de Qing e fazer da Coreia um estado-fantoche japonês, a fim de promover a sua segurança e interesses nacionais.
Em janeiro de 1876, após a Restauração Meiji, o Japão empregou a diplomacia das canhoneiras para pressionar a Dinastia Joseon a assinar o Tratado Japão-Coreia de 1876, que concedeu direitos extraterritoriais aos cidadãos japoneses e abriu três portos coreanos ao comércio japonês. Os direitos concedidos ao Japão sob este tratado desigual, eram semelhantes aos concedidos às potências ocidentais no Japão após a visita do Comodoro Perry. O envolvimento japonês na Coreia aumentou durante a década de 1890, um período de convulsão política.
A Coreia (sob o Império Coreano) foi de facto ocupada e declarada um protetorado japonês após o Tratado Japão-Coreia de 1905. Depois de proclamada a fundação do Império Coreano, a Coreia foi oficialmente anexada ao Japão através do tratado de anexação em 1910.
Na Coreia, o período é geralmente descrito como o "Tempo da Ocupação Forçada Japonesa" (Hangul : 일제 강점기; Ilje gangjeomgi, Hanja: 日帝强占期). Outros termos incluem "Período Imperial Japonês" (Hangul : 일제시대, Ilje sidae, Hanja: 日帝時代) ou "administração japonesa" (Hangul: 왜정, Wae jeong, Hanja: 倭政). No Japão, uma descrição mais comum é "A Coreia do domínio japonês" (日本統治時代の朝鮮, Nippon Tōchi-jidai no Chōsen). A Península Coreana fez oficialmente parte do Império do Japão durante 35 anos, desde 29 de agosto de 1910, até o fim do domínio formal japonês, de jure, em 2 de setembro de 1945, após a rendição do Japão na Segunda Guerra Mundial. Os tratados de 1905 e 1910 foram eventualmente declarados "nulos e sem efeito" pelo Japão e pela Coreia do Sul em 1965.

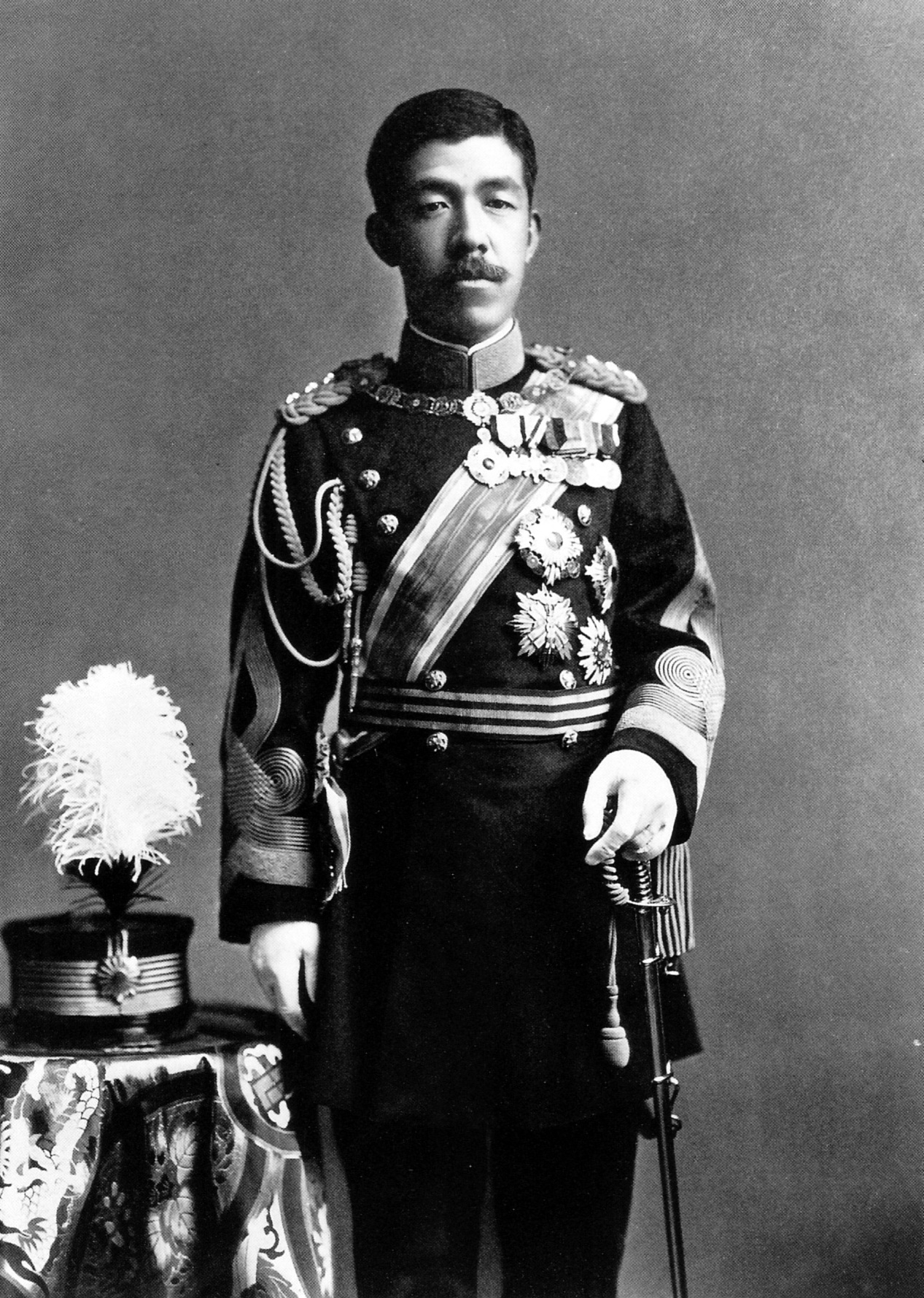
Imperador Taishō, o 123º imperador do Japão

### Era Taishō (1912–1926)

#### Primeira Guerra Mundial
O Japão entrou na Primeira Guerra Mundial ao lado dos Aliados em 1914, aproveitando a oportunidade da distracção da Alemanha com a Guerra Europeia para expandir a sua esfera de influência na China e no Pacífico. O Japão declarou guerra à Alemanha em 23 de agosto de 1914. As forças japonesas e aliadas do Império Britânico logo se moveram para ocupar a fortaleza de Tsingtao, a base do Esquadrão Alemão da Ásia Oriental, territórios arrendados pelos alemães na província chinesa de Shandong, bem como as Ilhas Marianas, Carolinas e Marshall no Pacífico, que faziam parte da Nova Guiné Alemã. A rápida invasão no território alemão da concessão da Baía de Kiautschou e o Cerco de Tsingtao foram bem-sucedidos. As tropas coloniais alemãs renderam-se em 7 de novembro de 1914 e o Japão ganhou as posses alemãs. Em 1920, a Liga das Nações estabeleceu o Mandato do Pacífico Sul sob administração japonesa para substituir a Nova Guiné Alemã.
Com os seus aliados ocidentais, nomeadamente o Reino Unido, fortemente envolvidos na guerra na Europa, o Japão despachou uma frota naval para o Mar Mediterrâneo para ajudar a navegação aliada. O Japão procurou consolidar ainda mais a sua posição na China, apresentando as Vinte e Uma Demandas à China em janeiro de 1915. Diante das lentas negociações com o governo chinês, do sentimento antijaponês generalizado na China e da condenação internacional, o Japão retirou o grupo final de exigências e os tratados foram assinados em maio de 1915. A Aliança Anglo-Japonesa foi renovada e ampliada em escopo duas vezes, em 1905 e 1911, antes de seu desaparecimento em 1921. Foi oficialmente encerrado em 1923.

#### Intervenção Siberiana

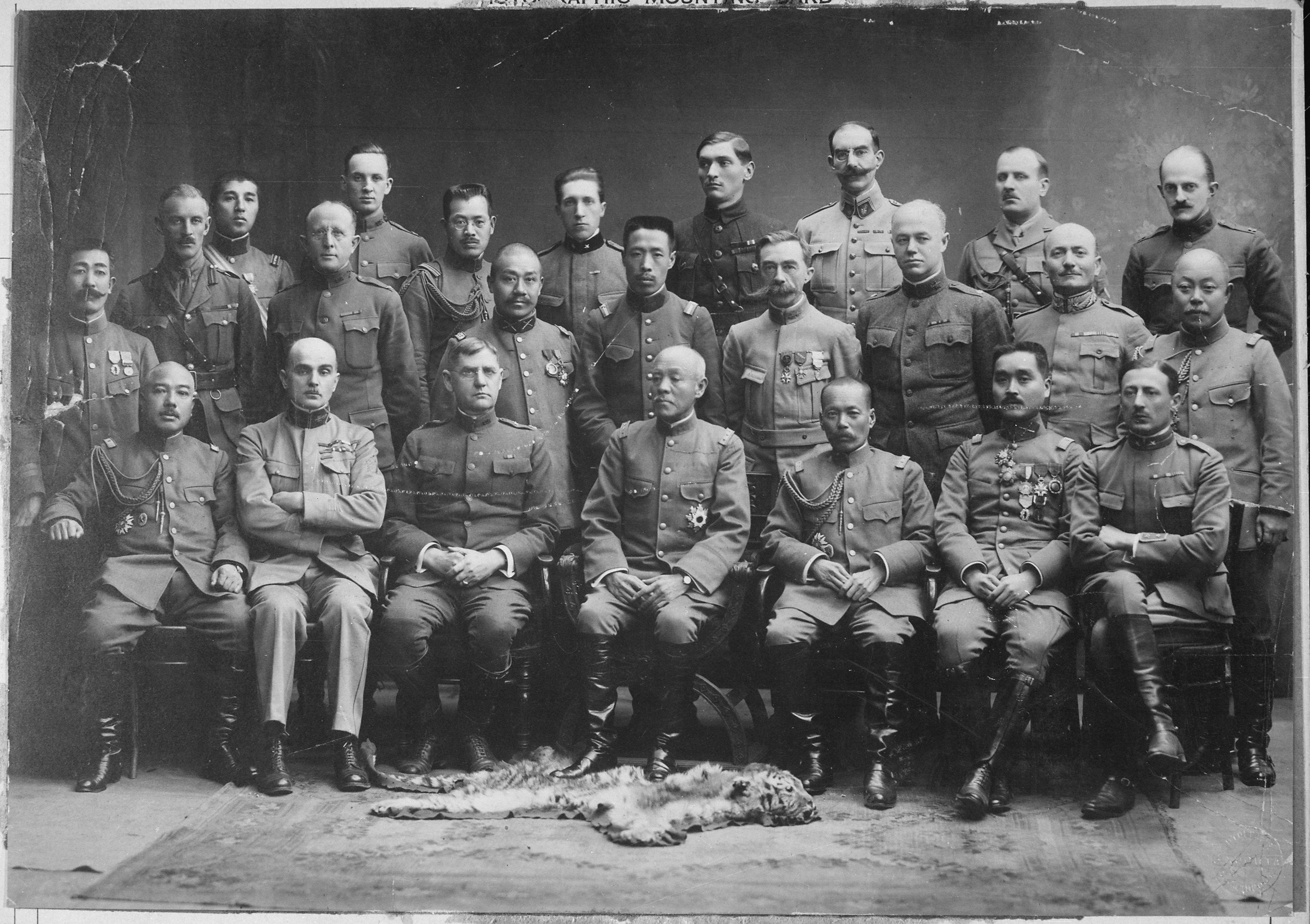
Oficiais Comandantes e Chefes do Estado-Maior da Missão Militar Aliada na Sibéria, Vladivostok durante a intervenção Aliada

Após a queda do regime czarista e do regime provisório em 1917, o novo governo bolchevique assinou um tratado de paz separado com a Alemanha. Depois disso, várias facções que sucederam ao Império Russo lutaram entre si numa guerra civil multifacetada.
Em julho de 1918, o presidente Wilson pediu ao governo japonês que fornecesse 7 000 soldados como parte de uma coalizão internacional de 25 000 soldados planejada para apoiar a Força Expedicionária Americana na Sibéria. O primeiro-ministro Terauchi Masatake concordou em enviar 12 000 soldados, mas sob o comando japonês, e não como parte de uma coligação internacional. Os japoneses tinham vários motivos ocultos para a aventura, que incluíam uma intensa hostilidade e medo do comunismo; uma determinação em recuperar perdas históricas para a Rússia; e o desejo de resolver o “problema do Norte” na segurança do Japão, quer através da criação de um Estado-tampão, quer através da aquisição territorial total.
Em novembro de 1918, mais de 70 000 soldados japoneses sob o comando do Chefe do Estado-Maior Yui Mitsue ocuparam todos os portos e grandes cidades nas províncias marítimas russas e no leste da Sibéria. O Japão recebeu 765 órfãos poloneses da Sibéria.
Em junho de 1920, cerca de 450 civis japoneses e 350 soldados japoneses, juntamente com apoiadores do Exército Branco Russo, foram massacrados por forças partidárias associadas ao Exército Vermelho em Nikolayevsk, no rio Amur; consequentemente, os Estados Unidos e os seus parceiros de coligação aliados retiraram-se de Vladivostok após a captura e execução do líder do Exército Branco, almirante Aleksandr Kolchak, pelo Exército Vermelho. No entanto, os japoneses decidiram ficar, principalmente devido ao medo da propagação do comunismo tão perto do Japão e da Coreia e Manchúria controladas pelos japoneses. O exército japonês forneceu apoio militar ao Governo Provisório de Priamurye, apoiado pelos japoneses, baseado em Vladivostok, contra a República do Extremo Oriente, apoiada por Moscou.
A contínua presença japonesa preocupava os Estados Unidos, que suspeitavam que o Japão tinha planos territoriais para a Sibéria e o Extremo Oriente russo. Sujeito a intensa pressão diplomática por parte dos Estados Unidos e do Reino Unido, e enfrentando crescente oposição interna devido ao custo económico e humano, a administração do primeiro-ministro Katō Tomosaburō retirou as forças japonesas em outubro de 1922. As baixas japonesas da expedição foram de 5 000 mortos em combate ou doença, com a expedição custando mais de 900 milhões de ienes.

#### "Democracia Taishō"

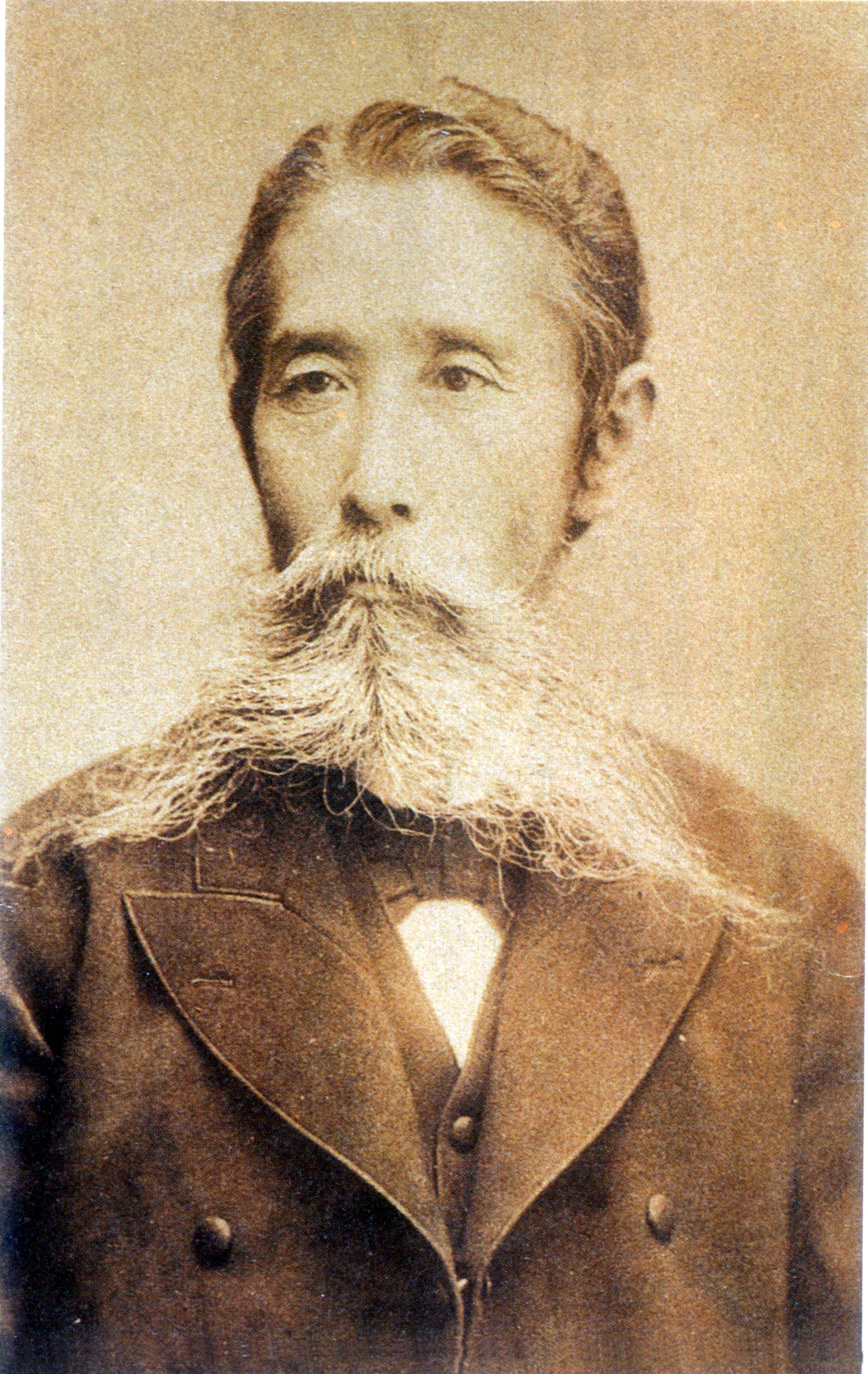
O conde Itagaki Taisuke é considerado o primeiro líder do partido japonês e uma importante força para o liberalismo no Japão Meiji.

O sistema político bipartidário que vinha se desenvolvendo no Japão desde a virada do século atingiu a maioridade após a Primeira Guerra Mundial, dando origem ao apelido para o período, "Democracia Taishō". O público ficou desiludido com a crescente dívida nacional e com as novas leis eleitorais, que mantiveram as antigas qualificações fiscais mínimas para os eleitores. Foram levantados apelos ao sufrágio universal e ao desmantelamento da antiga rede de partidos políticos. Estudantes, professores universitários e jornalistas, apoiados pelos sindicatos e inspirados por uma variedade de pensamentos democráticos, socialistas, comunistas, anarquistas e outros, organizaram grandes mas ordenadas manifestações públicas a favor do sufrágio universal masculino em 1919 e 1920.
Em 1º de setembro de 1923, com magnitude de 7,9, um terremoto atingiu a planície de Kantō. O número de mortos foi estimado em mais de 140 000 vidas perdidas. No mesmo dia, o Exército Imperial Japonês e os seus nacionalistas cometeram um massacre de residentes coreanos.
A eleição de Katō Komei como primeiro-ministro do Japão deu continuidade às reformas democráticas defendidas por indivíduos influentes da esquerda. Isto culminou com a aprovação do sufrágio universal masculino em março de 1925. Este projeto de lei conferia o direito de voto a todos os indivíduos do sexo masculino com mais de 25 anos de idade, desde que vivessem em seus distritos eleitorais há pelo menos um ano e não fossem moradores de rua. O eleitorado aumentou assim de 3,3 milhões para 12,5 milhões.
No meio político da época, houve uma proliferação de novos partidos, incluindo partidos socialistas e comunistas. O medo de um eleitorado mais amplo, do poder de esquerda e da crescente mudança social levou à aprovação da Lei de Preservação da Paz em 1925, que proibia qualquer mudança na estrutura política ou a abolição da propriedade privada.
Em 1932, Park Chun-kum foi eleito para a Câmara dos Representantes nas eleições gerais japonesas como a primeira pessoa eleita de origem colonial.  Em 1935, a democracia foi introduzida em Taiwan e em resposta à opinião pública taiwanesa, assembleias locais foram estabelecidas.  Em 1942, 38 colonos foram eleitos para as assembleias locais da pátria japonesa.
Coalizões instáveis e divisões na Dieta levaram o Kenseikai (憲政会 Associação do Governo Constitucional) e o Seiyū Hontō (政友本党 Verdadeiro Seiyūkai) para se fundir como Rikken Minseitō (立憲民政党 Partido Democrático Constitucional) em 1927. A plataforma Rikken Minseitō estava comprometida com o sistema parlamentar, a política democrática e a paz mundial. Depois disso, até 1932, o Seiyūkai e o Rikken Minseitō alternaram no poder.
Apesar dos realinhamentos políticos e da esperança num governo mais ordenado, as crises económicas internas afetaram qualquer partido que detivesse o poder. Programas de austeridade fiscal e apelos ao apoio público de políticas governamentais conservadoras como a Lei de Preservação da Paz – incluindo lembretes da obrigação moral de fazer sacrifícios pelo imperador e pelo Estado – foram tentados como soluções.

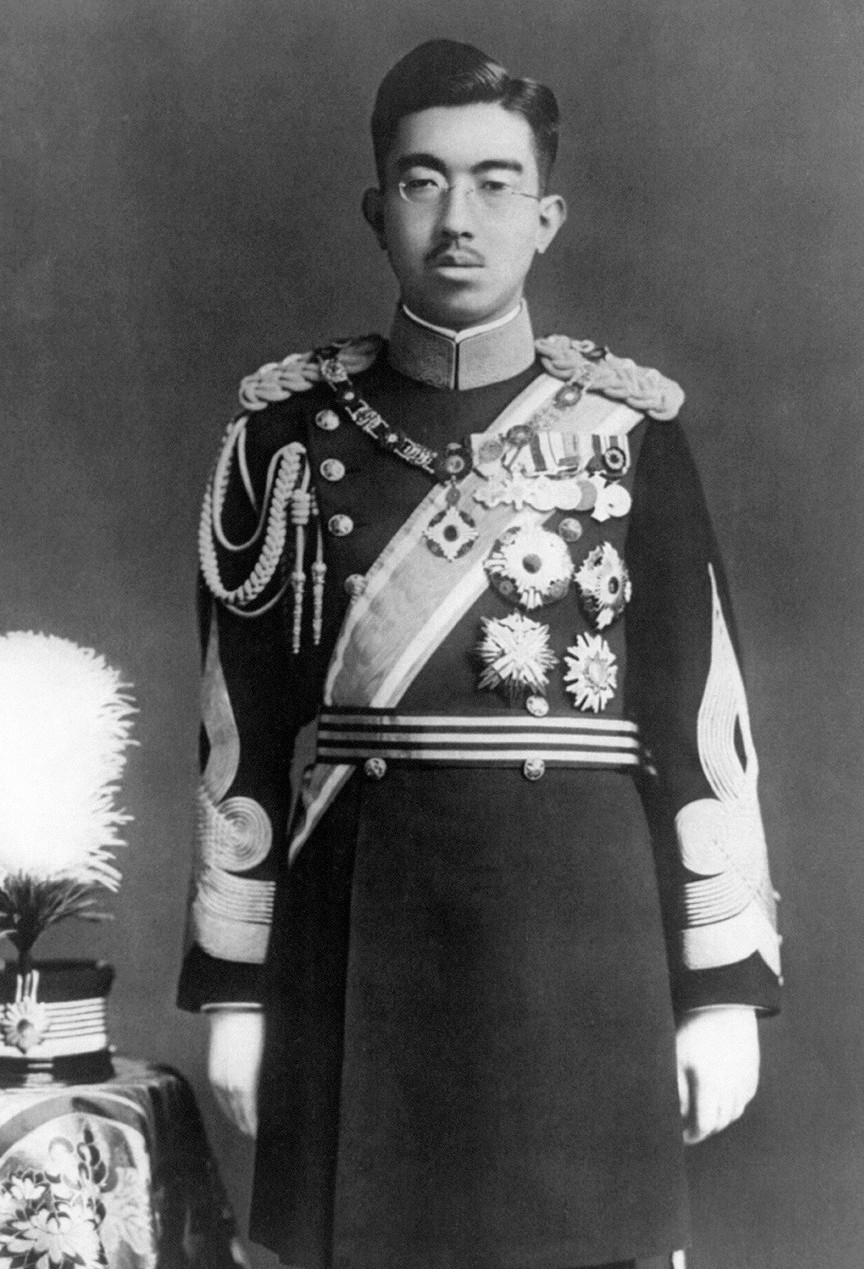
Imperador Shōwa, o 124º imperador do Japão

### Início do Período Shōwa (1926–1930)

#### Ascensão do militarismo e suas organizações sociais
Existiam ligações institucionais importantes entre o partido no governo (Kōdōha) e organizações militares e políticas, como a Federação Imperial da Juventude e o "Departamento Político" do Kempeitai. Entre as himitsu kessha (sociedades secretas), a Kokuryu-kai e a Kokka Shakai Shugi Gakumei (Liga Nacional-Socialista) também tinham laços estreitos com o governo. Os grupos Tonarigumi (comitê de residentes), a Sociedade de Serviço Nacional (sindicato do governo nacional) e a Associação Imperial de Agricultores também eram aliados. Outras organizações e grupos relacionados com o governo em tempo de guerra foram a Sociedade da Folha Dupla, Kokuhonsha, Taisei Yokusankai, Corpo Imperial da Juventude, Keishichō (até 1945), Conselho de Pesquisa de Ritos Xintoístas, Facção do Tratado, Facção da Frota e Corpo de Combate Voluntário.

#### Nacionalismo e declínio da democracia
Sadao Araki foi uma importante figura de proa e fundador do partido do Exército e o mais importante pensador militarista de sua época. Seus primeiros trabalhos ideológicos datam de sua liderança do Kōdōha (Regra Benevolente Imperial ou Grupo de Ação), contraposto pelo Tōseiha (Grupo de Controle) liderado pelo General Kazushige Ugaki. Ele vinculou os ideais fascistas antigos (código bushido) e contemporâneos locais e europeus (ver Estatismo no Japão Shōwa), para formar a base ideológica do movimento (nacionalismo Shōwa).

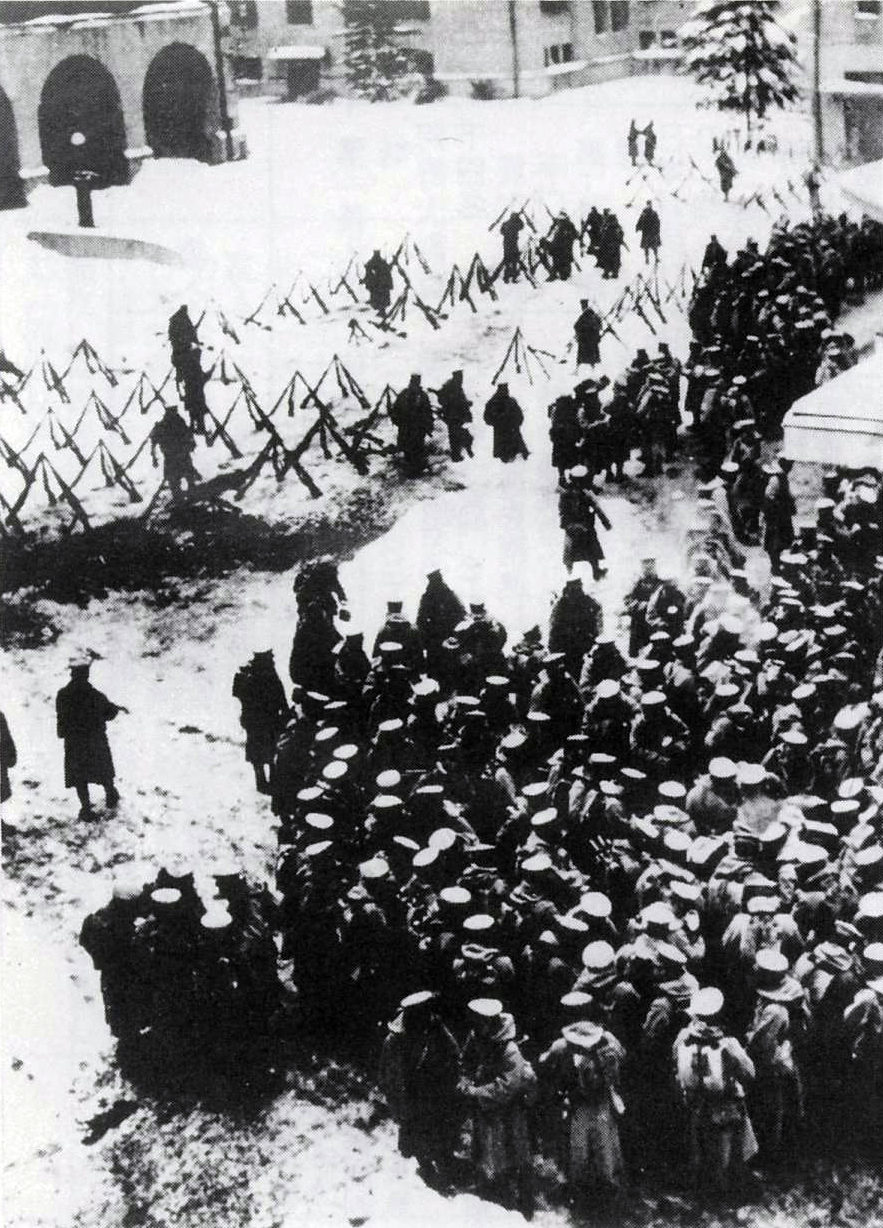
Tropas rebeldes reunidas na sede da polícia durante o incidente de 26 de fevereiro

A partir de setembro de 1931, os japoneses estavam cada vez mais presos ao rumo que os levaria à Segunda Guerra Mundial, com Araki na liderança. O totalitarismo, o militarismo e o expansionismo se tornariam a regra, com menos vozes capazes de falar contra isso. Em uma entrevista coletiva em 23 de setembro, Araki mencionou pela primeira vez a filosofia de "Kōdōha" (A Facção do Caminho Imperial). O conceito de Kodo ligava o Imperador, o povo, a terra e a moralidade como indivisíveis. Isso levou à criação de um "novo" xintoísmo e ao aumento da adoração ao imperador.
Em 26 de fevereiro de 1936, ocorreu uma tentativa de golpe de estado (o Incidente de 26 de fevereiro). Lançado pela facção ultranacionalista Kōdōha com os militares, acabou fracassando devido à intervenção do Imperador. Os membros do Kōdōha foram expurgados dos principais cargos militares e a facção Tōseiha ganhou domínio. No entanto, ambas as facções acreditavam no expansionismo, em um exército forte e em uma guerra iminente. Além disso, os membros do Kōdōha, embora afastados do serviço militar, ainda tinham influência política dentro do governo.
O estado estava sendo transformado para servir ao Exército e ao Imperador. As espadas katana simbólicas voltaram à moda como a personificação marcial dessas crenças, e a pistola Nambu tornou-se seu equivalente contemporâneo, com a mensagem implícita de que a doutrina do Exército de combate corpo a corpo prevaleceria. O objectivo final, tal como previsto por pensadores do Exército como Sadao Araki e seguidores da linha de direita, era um regresso ao antigo sistema de Xogunato, mas na forma de um Xogunato Militar contemporâneo. Num tal governo, o Imperador seria mais uma vez uma figura de proa (como no período Edo). O poder real caberia a um líder muito semelhante a um Führer ou duce, embora com o poder mantido de forma menos aberta. Por outro lado, os militaristas tradicionalistas da Marinha defendiam o Imperador e uma monarquia constitucional com um aspecto religioso significativo.
Um terceiro ponto de vista foi apoiado pelo príncipe Chichibu, irmão do imperador Shōwa, que repetidamente o aconselhou a implementar um governo imperial direto, mesmo que isso significasse suspender a constituição.
Com o lançamento da Associação de Assistência ao Governo Imperial em 1940 pelo primeiro-ministro Fumimaro Konoe, o Japão se voltaria para uma forma de governo que se assemelhava ao totalitarismo. Este estilo único de governo, muito semelhante ao fascismo, era conhecido como "Estatismo Shōwa".
No início do século XX, um estilo distinto de arquitetura foi desenvolvido para o império. Agora conhecido como Estilo da Coroa Imperial (帝冠様式, teikan yōshiki ), antes do final da Segunda Guerra Mundial, era originalmente referido como Estilo Amálgama da Coroa do Imperador e, às vezes, Estilo da Coroa do Imperador (帝冠式, Teikanshiki). O estilo é identificado pelas coberturas de estilo japonês no topo de edifícios de estilo neoclássico; e pode ter uma estrutura elevada centralmente com uma cúpula piramidal. O protótipo deste estilo foi desenvolvido pelo arquitecto Shimoda Kikutaro na sua proposta para o Edifício da Dieta Imperial (actual Edifício da Dieta Nacional) em 1920 – embora a sua proposta tenha sido rejeitada. Fora do continente japonês, em lugares como Taiwan e Coreia, a arquitetura do Estilo da Coroa Imperial frequentemente incluía elementos arquitetônicos regionais.
No geral, durante a década de 1920, o Japão mudou a sua direção em direção a um sistema democrático de governo. Contudo, o governo parlamentar não estava suficientemente enraizado para resistir às pressões económicas e políticas da década de 1930, durante as quais os líderes militares se tornaram cada vez mais influentes. Estas mudanças de poder foram possíveis devido à ambiguidade e imprecisão da Constituição Meiji, particularmente no que diz respeito à posição do Imperador em relação à constituição.

#### Fatores econômicos

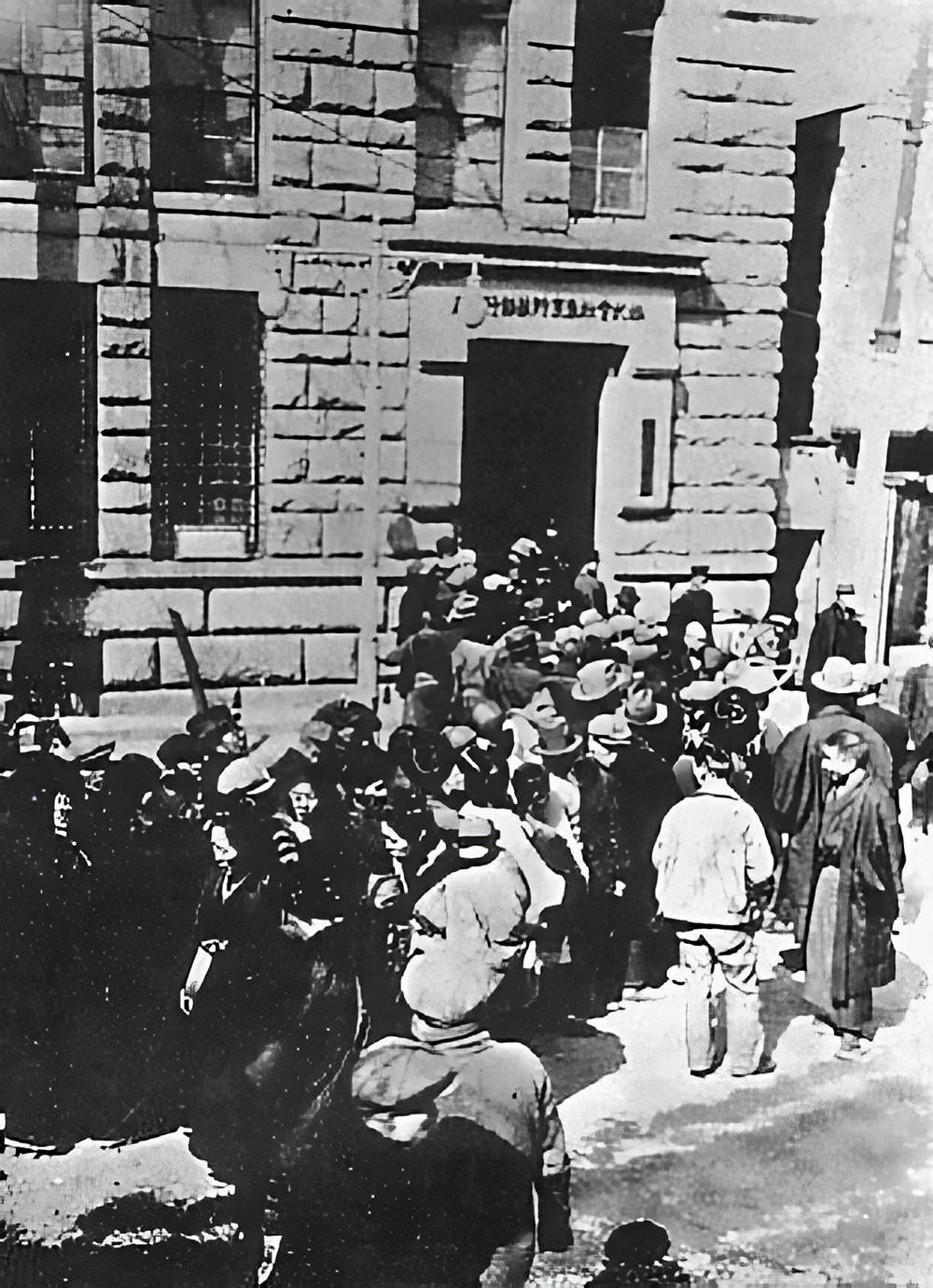
Uma corrida aos bancos durante a crise financeira de Shōwa, março de 1927

Durante a década de 1920, toda a economia global foi apelidada de “uma década de incerteza global”. Ao mesmo tempo, os grupos comerciais zaibatsu (principalmente Mitsubishi, Mitsui, Sumitomo e Yasuda) olhavam para uma grande expansão futura. A sua principal preocupação era a escassez de matérias-primas. O primeiro-ministro Fumimaro Konoe combinou as preocupações sociais com as necessidades do capital e planejou a expansão. O seu crescimento económico foi estimulado por certas políticas internas e pode ser visto no aumento constante e progressivo de materiais como na indústria siderúrgica, siderúrgica e química.
Os principais objetivos do expansionismo japonês eram a aquisição e proteção de esferas de influência, a manutenção da integridade territorial, a aquisição de matérias-primas e o acesso aos mercados asiáticos. As nações ocidentais, nomeadamente o Reino Unido, a França e os Estados Unidos, demonstraram durante muito tempo grande interesse nas oportunidades comerciais na China e noutras partes da Ásia. Estas oportunidades atraíram investimento ocidental devido à disponibilidade de matérias-primas tanto para a produção interna como para a reexportação para a Ásia. O Japão desejava estas oportunidades no planeamento do desenvolvimento da Esfera de Coprosperidade da Grande Ásia Oriental.
A Grande Depressão, tal como em muitos outros países, prejudicou o crescimento económico do Japão. O principal problema do Império Japonês residia no facto de a rápida expansão industrial ter transformado o país numa grande potência manufatureira e industrial que necessitava de matérias-primas; no entanto, estes tiveram de ser obtidos no exterior, pois havia uma falta crítica de recursos naturais nas ilhas de origem.
Nas décadas de 1920 e 1930, o Japão precisou importar matérias-primas como ferro, borracha e petróleo para manter um forte crescimento económico. A maior parte desses recursos veio dos Estados Unidos. Os japoneses sentiram que a aquisição de territórios ricos em recursos estabeleceria a autossuficiência económica e a independência, e também esperavam impulsionar a economia do país no meio da depressão. Como resultado, o Japão voltou-se para a Ásia Oriental, especificamente para a Manchúria, com os seus muitos recursos; O Japão precisava destes recursos para continuar o seu desenvolvimento económico e manter a integridade nacional.

### Período Showa (1931–1941)

#### Expansionismo pré-guerra

##### Manchúria

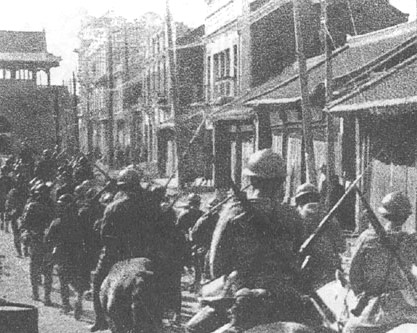
Tropas japonesas entrando em Shenyang, Nordeste da China durante o Incidente de Mukden, 1931

Em 1931, o Japão invadiu e conquistou o Nordeste da China (Manchúria) com pouca resistência. O Japão alegou que esta invasão foi uma libertação dos Manchus locais dos chineses, embora a maioria da população fosse chinesa Han como resultado da colonização em grande escala de chineses na Manchúria no século XIX. O Japão então estabeleceu um estado fantoche chamado Manchukuo (chinês tradicional: 滿洲國), e instalou o último imperador manchu da China, Pu Yi, como chefe de estado oficial. Rehe, um território chinês que faz fronteira com Manchukuo, também foi posteriormente tomado em 1933. Este regime fantoche teve de levar a cabo uma campanha de pacificação prolongada contra os Exércitos Voluntários Antijaponeses na Manchúria. Em 1936, o Japão criou um estado fantoche mongol semelhante na Mongólia Interior chamado Mengjiang (chinês tradicional: 蒙疆), que também era predominantemente chinês como resultado da recente imigração Han para a área. Naquela época, os asiáticos orientais foram proibidos de imigrar para a América do Norte e Austrália, mas o recém-criado Manchukuo estava aberto à imigração de asiáticos. O Japão tinha um plano de emigração para encorajar a colonização; a população japonesa na Manchúria posteriormente cresceu para 850 000. Com ricos recursos naturais e força de trabalho na Manchúria, as empresas pertencentes ao exército transformaram a Manchúria numa sólida máquina de apoio material do exército japonês.

##### Segunda Guerra Sino-Japonesa

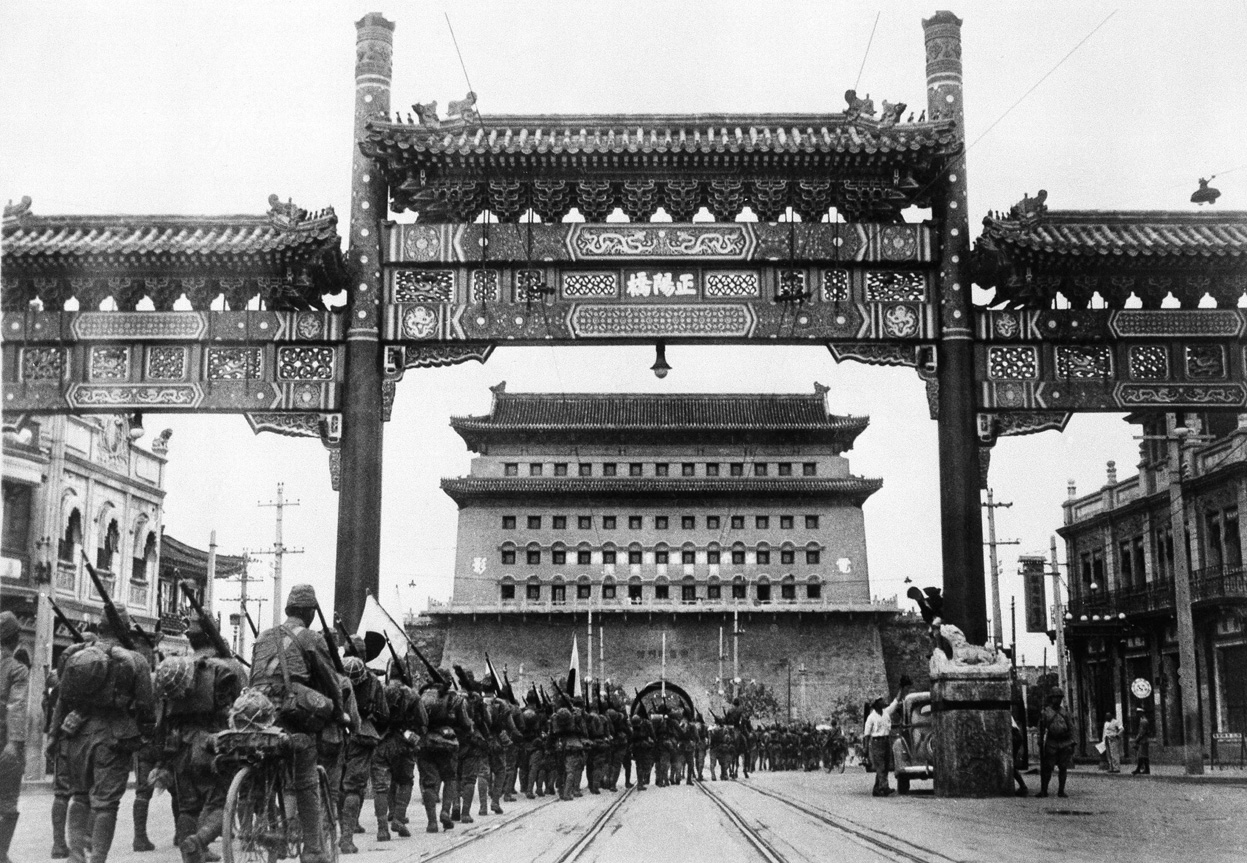
A ocupação japonesa de Pequim na China, em 13 de agosto de 1937. As tropas japonesas são mostradas passando de Pequim para a Cidade Tártara através de Zhengyangmen, o portão principal que leva aos palácios da Cidade Proibida

O Japão invadiu a China propriamente dita em 1937, iniciando uma guerra contra os nacionalistas de Chiang Kai-shek e também contra os comunistas da frente unida de Mao Zedong. Em 13 de dezembro desse mesmo ano, a capital Nacionalista de Nanquim rendeu-se às tropas japonesas. No evento conhecido como "Massacre de Nanjing", as tropas japonesas mataram dezenas de milhares de pessoas associadas à guarnição defensora. Estima-se que entre 200 000 e 300 000 pessoas, incluindo civis, possam ter sido mortas, embora os números reais sejam incertos e possivelmente inflacionados — juntamente com o facto de o governo da República Popular da China nunca ter realizado um balanço completo do massacre. No total, estima-se que 20 milhões de chineses, a maioria civis, foram mortos durante a Segunda Guerra Mundial. Um estado-fantoche também foi criado na China logo depois, liderado por Wang Jingwei. A Segunda Guerra Sino-Japonesa continuou na Segunda Guerra Mundial com os comunistas e nacionalistas numa aliança nominal temporária e desconfortável contra os japoneses.

#### Conflitos com a União Soviética
Em 1938, a 19ª Divisão Japonesa entrou em território reivindicado pela União Soviética, levando à Batalha do Lago Khasan. Esta incursão foi fundada na crença japonesa de que a União Soviética interpretou mal a demarcação da fronteira, conforme estipulado no Tratado de Pequim, entre a Rússia Imperial e a China Manchu (e subsequentes acordos suplementares sobre demarcação), e além disso, que os marcadores de demarcação foram adulterado.
Em 11 de maio de 1939, no Incidente de Nomonhan (Batalha de Khalkhin Gol), uma unidade de cavalaria mongol de cerca de 70 a 90 homens entrou na área disputada em busca de pastagens para seus cavalos, e encontrou a cavalaria Manchukuoan, que os expulsou. Dois dias depois, a força mongol voltou e os manchukoanos não conseguiram expulsá-los.
A 23ª Divisão do IJA e outras unidades do Exército Kwantung envolveram-se então. Josef Stalin ordenou ao Stavka, o alto comando do Exército Vermelho, que desenvolvesse um plano de contra-ataque contra os japoneses. No final de agosto, Gueorgui Júkov empregou táticas de cerco que fizeram uso habilidoso de artilharia, blindados e forças aéreas superiores; esta ofensiva quase aniquilou a 23ª Divisão e dizimou a 7ª Divisão do IJA. Em 15 de setembro foi arranjado um armistício. Quase dois anos depois, em 13 de abril de 1941, as partes assinaram um Pacto de Neutralidade, no qual a União Soviética se comprometeu a respeitar a integridade territorial e a inviolabilidade de Manchukuo, enquanto o Japão concordou de forma semelhante para a República Popular da Mongólia.

#### Pacto Tripartite

Cerimônia de assinatura do Pacto Tripartite, 27 de setembro de 1940 em Berlim, Alemanha Nazista

Em 1938, o Japão proibiu a expulsão dos judeus no Japão, na Manchúria e na China, de acordo com o espírito de igualdade racial em que o Japão insistiu durante muitos anos.
A Segunda Guerra Sino-Japonesa viu as tensões aumentarem entre o Japão Imperial e os Estados Unidos; eventos como o Incidente do USS Panay e o Massacre de Nanquim viraram a opinião pública americana contra o Japão. Com a ocupação da Indochina Francesa nos anos de 1940/41, e com a continuação da guerra na China, os Estados Unidos e os seus aliados impuseram embargos ao Japão de materiais estratégicos, como sucata e petróleo, que eram vitalmente necessários para o esforço de guerra. Os japoneses enfrentaram a opção de se retirar da China e perder prestígio ou de apreender e garantir novas fontes de matérias-primas nas colônias do Sudeste Asiático, ricas em recursos e controladas pela Europa — especificamente a Malásia Britânica e as Índias Orientais Holandesas (atual Indonésia).
Em 27 de setembro de 1940, o Japão assinou o Pacto Tripartite com a Alemanha e a Itália. Os seus objetivos eram "estabelecer e manter uma nova ordem de coisas" nas suas respectivas regiões mundiais e esferas de influência, com a Alemanha e a Itália na Europa, e o Japão na Ásia. Os signatários desta aliança ficaram conhecidos como Potências do Eixo. O pacto também apelava à protecção mútua – caso qualquer uma das potências membros fosse atacada por um país que ainda não estivesse em guerra, excluindo a União Soviética e à cooperação tecnológica e económica entre os signatários.
Para o bem do seu próprio povo e nação, o primeiro-ministro Konoe formou a Taisei Yokusankai (Associação de Assistência ao Governo Imperial) em 12 de outubro de 1940, como partido governante no Japão.
Em 1940, o Japão celebrou o 2.600º aniversário da ascensão de Jimmu e construiu um monumento a Hakkō ichiu, apesar do fato de todos os historiadores saberem que Jimmu era uma figura inventada. Em 1941, o governo japonês acusou o único historiador que ousou desafiar publicamente a existência de Jimmu, Tsuda Sokichi. Durante a Segunda Guerra Sino-Japonesa e a Segunda Guerra Mundial, a empresa Iwanami Shoten foi repetidamente censurada por causa de suas posições contra a guerra e o Imperador. Shigeo Iwanami foi até condenado a dois meses de prisão pela publicação das obras proibidas de Tsuda Sōkichi (pena que, no entanto, não cumpriu). Pouco antes de sua morte, em 1946, fundou o jornal Sekai, que teve grande influência nos círculos intelectuais japoneses do pós-guerra. O historiador do início do século 20, Tsuda Sōkichi, que apresentou a então controversa teoria de que o Kojiki. Os relatos de não eram baseados na história (como o kokugaku do período Edo e a ideologia estatal xintoísta acreditavam que eram), mas sim em mitos propagandísticos inventados para explicar e legitimar o governo da dinastia imperial (Yamato), também viam o Susanoo como uma figura negativa, argumentando que ele foi criado para servir como o oposto rebelde da ancestral imperial Amaterasu.  Historiador do século XX, a visão da história de Sokichi Tsuda, que se tornou popular após a Segunda Guerra Mundial, baseia-se em sua ideia. Muitos estudiosos hoje também acreditam que a mitologia de Takamagahara em Kojiki foi criado pela classe dominante para fazer as pessoas acreditarem que a classe era preciosa porque se originou no reino celestial.

### Segunda Guerra Mundial (1941–1945)

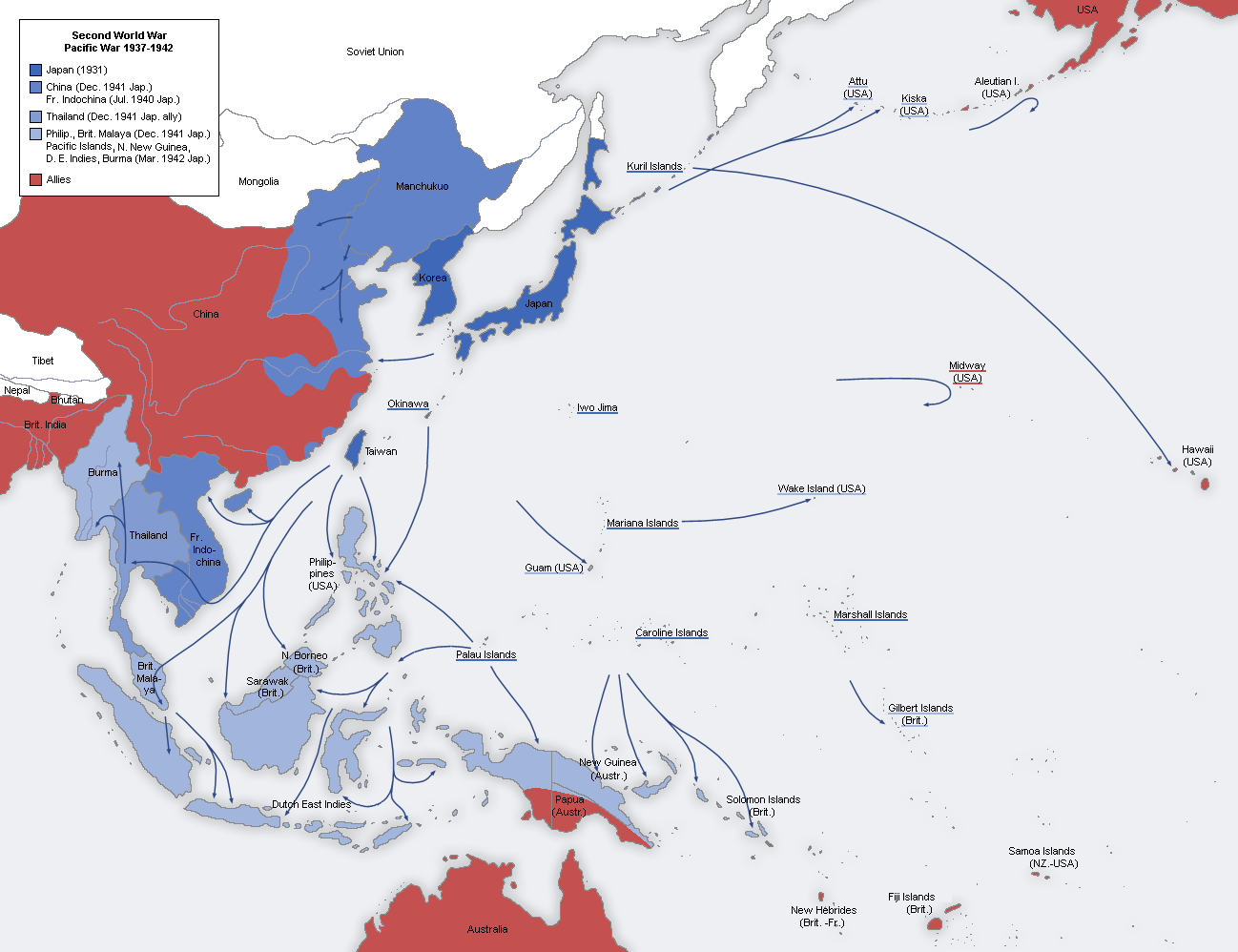
Mapa das conquistas japonesas de 1937 a 1942

Em 5 de novembro de 1941, Yamamoto em sua "Ordem de Operação Ultra Secreta nº 1" emitida para a Frota Combinada, o Império do Japão deve expulsar a Grã-Bretanha e a América do Grande Leste Asiático e acelerar a colonização da China, enquanto deveria o Na eventualidade de a Grã-Bretanha e a América serem realmente expulsas das Filipinas e das Índias Orientais Holandesas, uma entidade económica independente e autossustentável será firmemente estabelecida – espelhando o princípio da Esfera de Co-Prosperidade da Grande Ásia Oriental numa outra personificação.
Enfrentando um embargo de petróleo por parte dos Estados Unidos, bem como a diminuição das reservas internas, o governo japonês decidiu executar um plano desenvolvido por Isoroku Yamamoto para atacar a Frota do Pacífico dos Estados Unidos no Havaí. Enquanto os Estados Unidos eram neutros e continuavam a negociar com o Japão para uma possível paz na Ásia, a Marinha Imperial Japonesa ao mesmo tempo fez o seu ataque surpresa a Pearl Harbor, em Honolulu, em 7 de dezembro de 1941. Como resultado, a frota de navios de guerra dos EUA foi dizimada e quase 2 500 pessoas morreram no ataque daquele dia. O objetivo principal do ataque era incapacitar os Estados Unidos durante tempo suficiente para que o Japão estabelecesse o seu império há muito planeado no Sudeste Asiático e zonas tampão defensáveis. O público americano considerou o ataque bárbaro e traiçoeiro e se uniu contra os japoneses. Quatro dias depois, Adolf Hitler da Alemanha e Benito Mussolini da Itália declararam guerra aos Estados Unidos, fundindo os conflitos separados. Os Estados Unidos entraram com força total no Teatro Europeu e no Teatro do Pacífico, trazendo assim os Estados Unidos para a Segunda Guerra Mundial ao lado dos Aliados.
Mesmo quando lançaram o ataque surpresa a Pearl Harbor, os japoneses estavam bem cientes de que os Estados Unidos tinham capacidade para montar uma contra-ofensiva contra eles. No entanto, eles acreditavam que poderiam manter seu perímetro defensivo e repelir qualquer tentativa dos britânicos e americanos que pudesse incorrer em perdas suficientes para fazer as forças aliadas considerarem a possibilidade de fazer a paz com base na retenção dos territórios que o Japão havia conquistado.

#### Conquistas japonesas

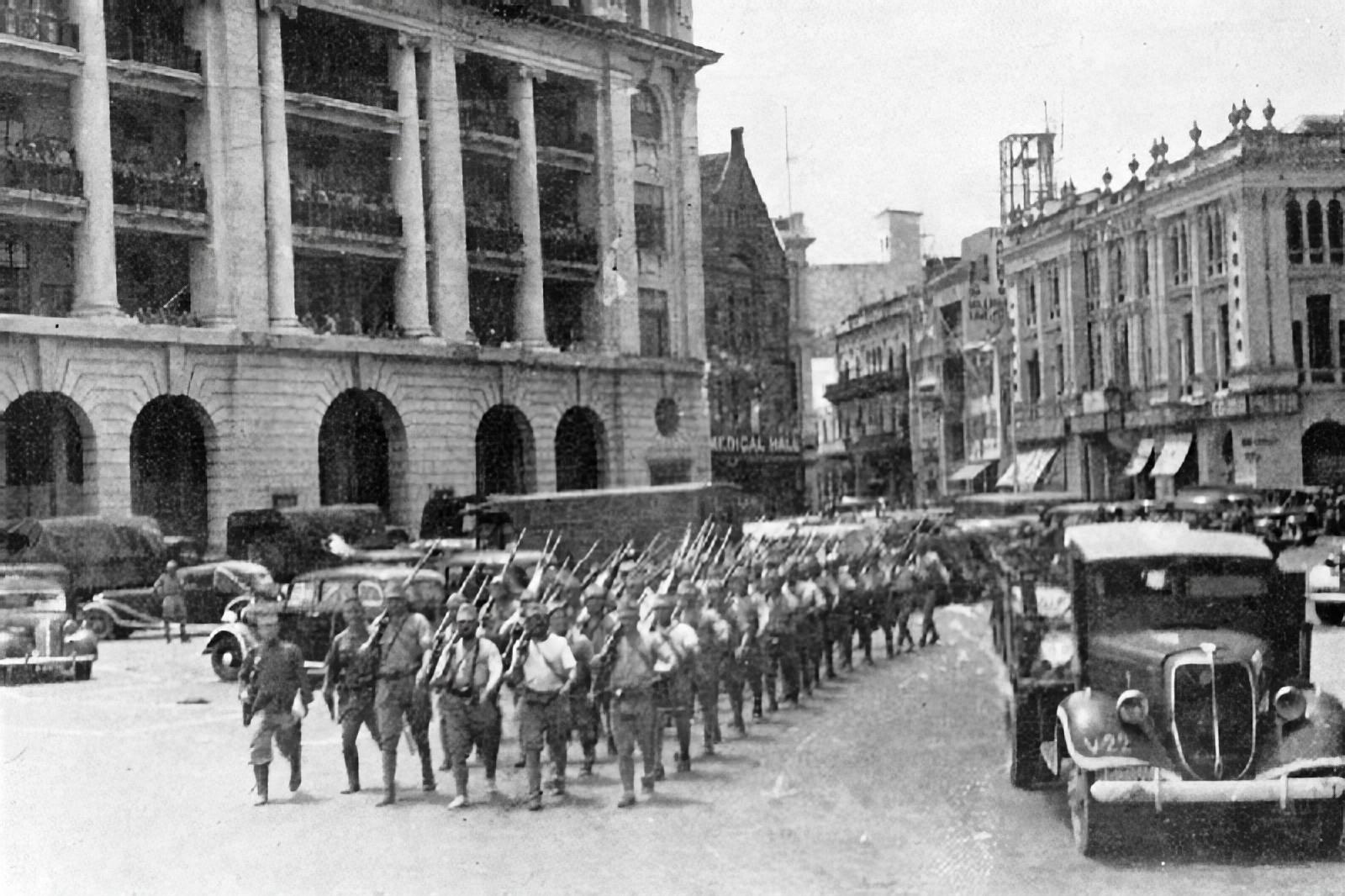
Tropas japonesas vitoriosas marchando pelo centro da cidade de Singapura após a captura da cidade em fevereiro de 1942

Após o ataque a Pearl Harbor, os japoneses lançaram ofensivas contra as forças aliadas no Leste e Sudeste Asiático, com ataques simultâneos na Hong Kong britânica, na Malásia britânica e nas Filipinas. Hong Kong rendeu-se aos japoneses em 25 de dezembro. Na Malásia, os japoneses dominaram um exército aliado composto por forças britânicas, indianas, australianas e malaias. Os japoneses conseguiram avançar rapidamente pela Península Malaia, forçando as forças aliadas a recuar em direção a Singapura. Os Aliados não tinham cobertura aérea e tanques; os japoneses tinham total superioridade aérea. O naufrágio do HMS Prince of Wales e do HMS Repulse em 10 de dezembro de 1941 fez com que a costa leste da Malásia fosse exposta aos desembarques japoneses e à eliminação do poder naval britânico na área. No final de janeiro de 1942, as últimas forças aliadas cruzaram o estreito de Johore e entraram em Singapura. 
Em 11 de janeiro de 1942, um submarino japonês bombardeou a estação naval dos Estados Unidos em Pago Pago, em Samoa, sugerindo que os japoneses estavam avançando em direção à Austrália e às regiões oceânicas próximas.
Nas Filipinas, os japoneses empurraram a força combinada americano-filipina em direção à Península de Bataan e mais tarde à ilha de Corregidor. Em janeiro de 1942, o general Douglas MacArthur e o presidente Manuel L. Quezon foram forçados a fugir diante do avanço japonês. Isto marcou uma das piores derrotas sofridas pelos americanos, deixando mais de 70 000 prisioneiros de guerra americanos e filipinos sob custódia dos japoneses. Em 15 de fevereiro de 1942, Singapura, devido à esmagadora superioridade das forças japonesas e das táticas de cerco, caiu nas mãos dos japoneses, causando a maior rendição de militares liderados pelos britânicos na história. Estima-se que 80 000 soldados australianos, britânicos e indianos foram feitos prisioneiros de guerra, juntando-se aos 50 000 capturados na invasão japonesa da Malásia. Os japoneses então tomaram as principais zonas de produção de petróleo de Bornéu, Java Central, Malang, Cebu, Sumatra e Nova Guiné Holandesa das últimas Índias Orientais Holandesas, derrotando as forças holandesas. No entanto, a sabotagem aliada tornou difícil para os japoneses restaurarem a produção de petróleo ao pico anterior à guerra. Os japoneses consolidaram então as suas linhas de abastecimento através da captura de ilhas-chave do Pacífico, incluindo Guadalcanal.

#### Derrotas

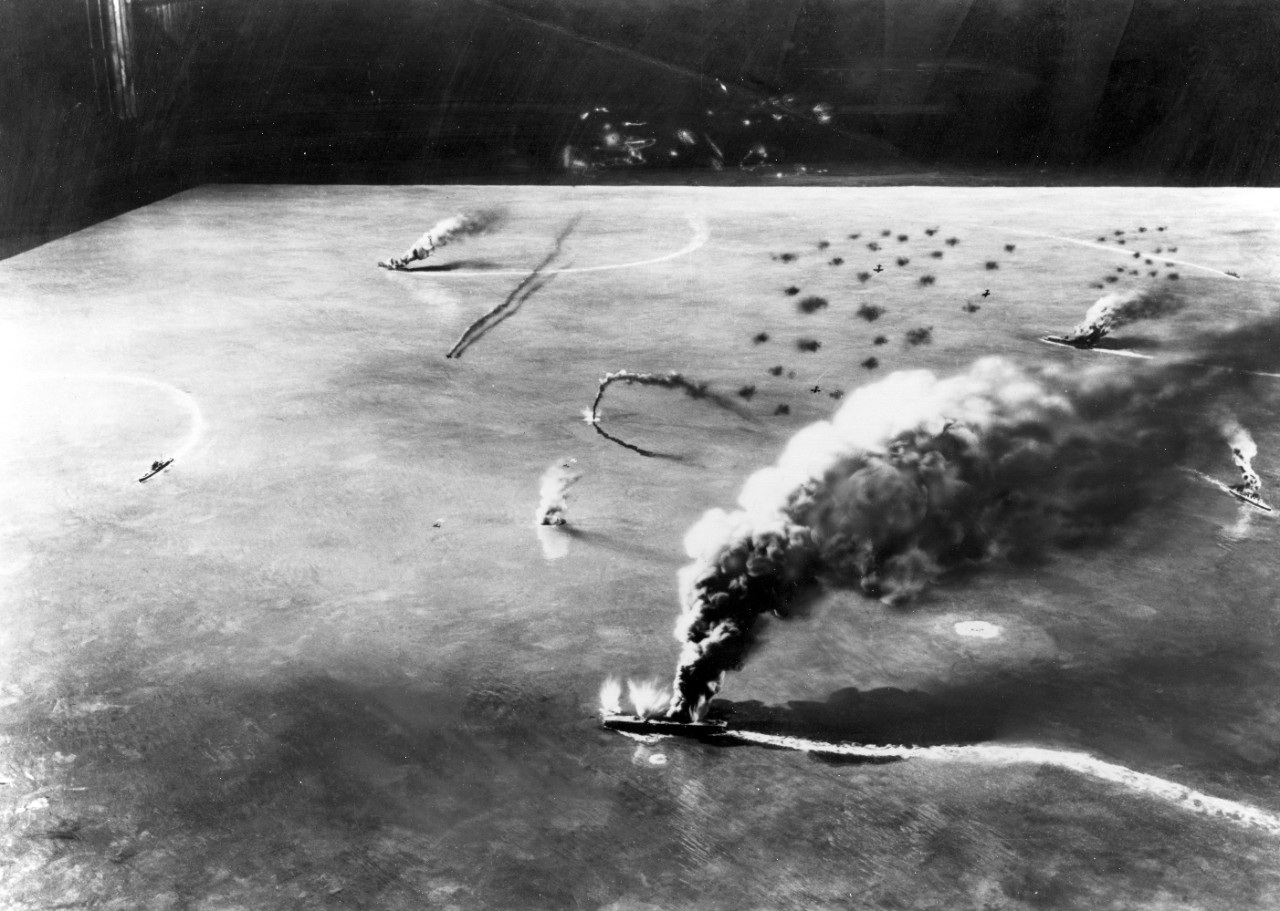
Um modelo representando o ataque de bombardeiros de mergulho do e nos porta-aviões japoneses, e na manhã de 4 de junho de 1942, durante a Batalha de Midway

Os estrategistas militares japoneses estavam perfeitamente conscientes da discrepância desfavorável entre o potencial industrial do Japão e dos Estados Unidos. Por causa disso, eles raciocinaram que o sucesso japonês dependia de sua capacidade de ampliar a vantagem estratégica obtida em Pearl Harbor com vitórias estratégicas rápidas adicionais. O Comando Japonês argumentou que apenas a destruição decisiva da Frota do Pacífico dos Estados Unidos e a conquista dos seus postos avançados re motos garantiriam que o Império Japonês não seria esmagado pelo poderio industrial da América. 
Em abril de 1942, o Japão foi bombardeado pela primeira vez no Ataque Doolittle. Durante o mesmo mês, após a vitória japonesa na Batalha de Bataan, foi realizada a Marcha da Morte de Bataan, onde 5 650 a 18 000 filipinos morreram sob o domínio do exército imperial.  Em maio de 1942, o fracasso em derrotar decisivamente os Aliados na Batalha do Mar de Coral, apesar da superioridade numérica japonesa, foi equivalente a uma derrota estratégica para os japoneses. Este revés foi seguido em junho de 1942 pela perda catastrófica de quatro porta-aviões na Batalha de Midway, a primeira derrota decisiva da Marinha Imperial Japonesa. Foi o ponto de viragem da guerra, pois a Marinha perdeu a sua capacidade estratégica ofensiva e nunca conseguiu reconstruir a "'massa crítica' de um grande número de porta-aviões e de grupos aéreos bem treinados".
As forças terrestres australianas derrotaram os fuzileiros navais japoneses na Nova Guiné na Batalha da Baía Milne em setembro de 1942, que foi a primeira derrota terrestre sofrida pelos japoneses no Pacífico. Outras vitórias dos Aliados em Guadalcanal em Setembro de 1942 e na Nova Guiné em 1943 colocaram o Império do Japão na defensiva durante o resto da guerra, com Guadalcanal em particular a minar os seus já limitados fornecimentos de petróleo. Durante 1943 e 1944, as forças aliadas, apoiadas pelo poderio industrial e pelos vastos recursos de matérias-primas dos Estados Unidos, avançaram continuamente em direção ao Japão. O 6° Exército dos Estados Unidos, liderado pelo General MacArthur, desembarcou em Leyte em 20 de outubro de 1944. O massacre de Palawan foi cometido pelo exército imperial contra os filipinos em dezembro de 1944. Nos meses seguintes, durante a campanha das Filipinas (1944–45), os Aliados, incluindo as forças combinadas dos Estados Unidos e as unidades de guerrilha nativas, recapturaram as Filipinas.

#### Rendição

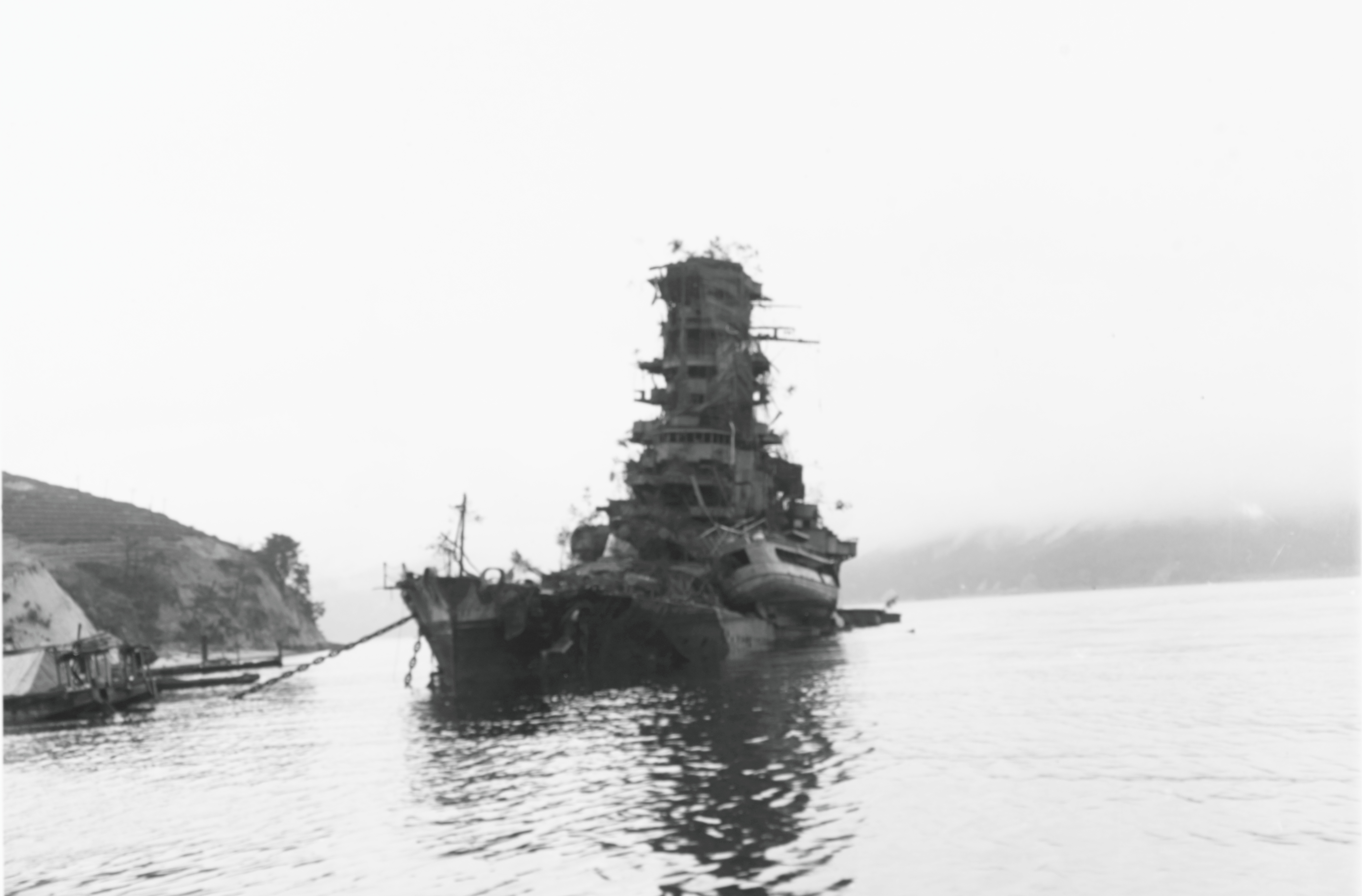
O cruzador de batalha reconstruído afundou em seu ancoradouro na base naval de Kure em 24 de julho durante uma série de bombardeios.

Em 1944, os Aliados tinham tomado ou contornado e neutralizado muitas das bases estratégicas do Japão através de desembarques anfíbios e bombardeamentos. Isto, juntamente com as perdas infligidas pelos submarinos aliados nas rotas marítimas japonesas, começou a estrangular a economia do Japão e a minar a sua capacidade de abastecer o seu exército. No início de 1945, os fuzileiros navais dos EUA conquistaram o controle das Ilhas Ogasawara em várias batalhas difíceis, como a Batalha de Iwo Jima, marcando o início da queda das ilhas do Japão. Depois de proteger os aeródromos de Saipan e Guam no verão de 1944, as Forças Aéreas do Exército dos Estados Unidos conduziram uma intensa campanha de bombardeio estratégico com bombardeiros B-29 Superfortress em ataques incendiários noturnos de baixa altitude, queimando cidades japonesas em um esforço para pulverizar a indústria bélica do Japão e destruir sua moral. O ataque da Operação Capela em Tóquio, na noite de 9 para 10 de março de 1945, levou à morte de aproximadamente 120 000 civis. Aproximadamente 350 000–500 000 civis morreram em 67 cidades japonesas como resultado da campanha de bombardeios incendiários no Japão. Simultaneamente a estes ataques, as operações vitais de navegação costeira do Japão foram severamente prejudicadas pela extensa mineração aérea da Operação Starvation dos EUA. Independentemente disso, estes esforços não conseguiram persuadir os militares japoneses a se renderem. Em meados de agosto de 1945, os Estados Unidos lançaram armas nucleares sobre as cidades japonesas de Hiroshima e Nagasaki. Esses bombardeios foram o primeiro e único uso de armamento nuclear em combate. Estas duas bombas mataram aproximadamente 120 mil pessoas em questão de segundos, e outras tantas como resultado da radiação nuclear nas semanas, meses e anos seguintes. As bombas mataram cerca de 140 mil pessoas em Hiroshima e 80 mil em Nagasaki no final de 1945.
No acordo de Ialta, os EUA, o Reino Unido e a URSS concordaram que a URSS entraria na guerra contra o Japão três meses após a derrota da Alemanha na Europa. Esta Guerra Soviético-Japonesa levou à queda da ocupação manchu do Japão, à ocupação soviética da ilha Sakhalin do Sul e a uma ameaça real e iminente de invasão soviética das ilhas natais do Japão. Este foi um factor significativo para algumas partes internas na decisão japonesa de se render aos EUA  e ganhar alguma protecção, em vez de enfrentar a invasão soviética simultânea, bem como a derrota pelos EUA e seus aliados. Da mesma forma, o número superior dos exércitos da União Soviética na Europa foi um factor na decisão dos EUA de demonstrar o uso de armas atômicas à URSS, no momento em que a vitória dos Aliados na Europa estava evoluindo para a divisão da Alemanha e Berlim, a divisão da Europa com a Cortina de Ferro e a subsequente Guerra Fria.
Tendo ignorado (mokusatsu) a Declaração de Potsdam, o Império do Japão rendeu-se e encerrou a Segunda Guerra Mundial após os bombardeamentos atómicos de Hiroshima e Nagasaki, a declaração de guerra da União Soviética e a subsequente invasão da Manchúria e de outros territórios. Num discurso de rádio nacional em 15 de agosto, o Imperador Hirohito anunciou a rendição ao povo japonês por Gyokuon-hōsō.

### Fim do Império do Japão

#### Ocupação do Japão

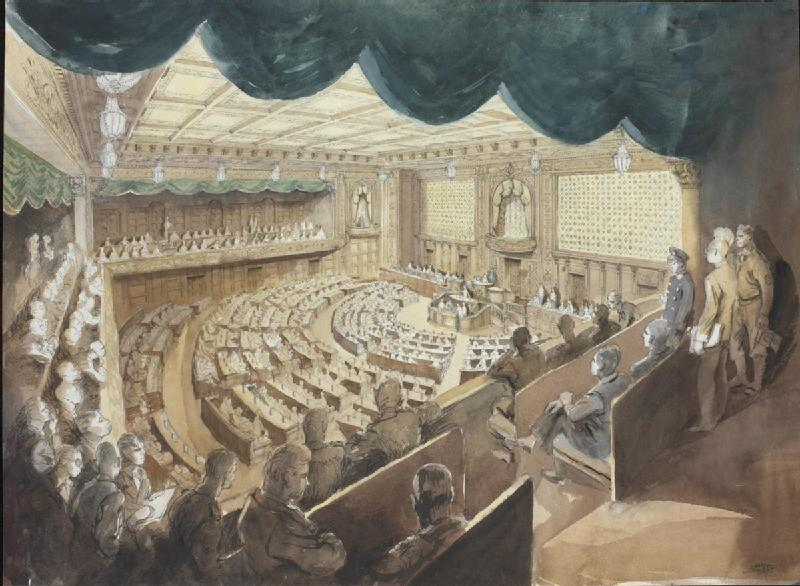
Desenho representando um discurso na Dieta Imperial Japonesa em 1º de novembro de 1945, após o fim da Segunda Guerra Mundial. Em primeiro plano estão vários soldados aliados observando os procedimentos do fundo da varanda.

Seguiu-se um período conhecido como Japão ocupado após a guerra, em grande parte liderado pelo General do Exército dos EUA Douglas MacArthur para rever a constituição japonesa e desmilitarizar a nação. A ocupação Aliada, incluindo assistência económica e política simultânea, continuou até 1952. As forças aliadas ordenaram que o Japão abolisse a Constituição Meiji e aplicasse a Constituição do Japão de 1947. Esta nova constituição foi imposta pelos Estados Unidos sob a supervisão de MacArthur. MacArthur incluiu o Artigo 9 que transformou o Japão em um país pacifista.
Após a adoção da constituição de 1947, o Império do Japão foi dissolvido e tornou-se simplesmente o estado do Japão, e todos os territórios como Taiwan, Coreia, Karafuto e Kwantung foram perdidos. O Japão foi reduzido aos territórios que estavam tradicionalmente dentro da esfera cultural japonesa pré-1895: as quatro ilhas principais (Honshu, Hokkaido, Kyushu e Shikoku), as Ilhas Ryukyu e as Ilhas Nanpō. As Ilhas Curilas também pertenceram historicamente ao Japão e foram inicialmente habitadas pelo povo Ainu antes de ficarem sob o controle do clã Matsumae durante o Período Edo. Contudo, as Ilhas Curilas não foram incluídas devido a uma disputa com a União Soviética. 
O Japão adotou um sistema político de base parlamentar e o papel do Imperador tornou-se simbólico. As forças de ocupação dos EUA foram totalmente responsáveis pela protecção do Japão contra ameaças externas. O Japão tinha apenas uma força policial menor para segurança interna. O Japão estava sob o controle exclusivo dos Estados Unidos. Esta foi a única vez na história japonesa que foi ocupada por uma potência estrangeira.

O General MacArthur elogiou mais tarde o novo governo japonês que ajudou a estabelecer e o novo período japonês quando estava prestes a enviar as forças americanas para a Guerra da Coreia:
O povo japonês, desde a guerra, passou pela maior reforma registada na história moderna. Com uma vontade louvável, vontade de aprender e notável capacidade de compreensão, eles ergueram, a partir das cinzas deixadas na esteira da guerra, no Japão um edifício dedicado à supremacia da liberdade individual e da dignidade pessoal; e no processo que se seguiu foi criado um governo verdadeiramente representativo, empenhado no avanço da moralidade política, na liberdade de empresa económica e na justiça social. Política, económica e socialmente, o Japão está agora a par de muitas nações livres da terra e não falhará novamente na confiança universal. ... Enviei todas as nossas quatro divisões de ocupação para a frente de batalha coreana sem o menor escrúpulo quanto ao efeito do vácuo de poder resultante sobre o Japão. Os resultados justificaram plenamente minha fé. Não conheço nenhuma nação mais serena, ordeira e industriosa, nem na qual possam ser alimentadas esperanças mais elevadas de um futuro serviço construtivo no avanço da raça humana.
Para o historiador John W. Dower:
Em retrospectiva, com excepção do corpo de oficiais militares, a purga de alegados militaristas e ultranacionalistas que foi conduzida durante a Ocupação teve um impacto relativamente pequeno na composição a longo prazo de homens de influência nos sectores público e privado. A purga inicialmente trouxe sangue novo aos partidos políticos, mas isto foi compensado pelo regresso de um grande número de políticos conservadores anteriormente expurgados à política nacional e local no início da década de 1950. Na burocracia, o expurgo foi insignificante desde o início. ... No sector económico, a purga foi igualmente apenas ligeiramente perturbadora, afectando menos de mil e seiscentos indivíduos espalhados por cerca de quatrocentas empresas. Para onde quer que se olhe, os corredores do poder no Japão do pós-guerra estão repletos de homens cujos talentos já tinham sido reconhecidos durante os anos de guerra, e que encontraram os mesmos talentos altamente valorizados no “novo” Japão.

## Pessoas influentes

### Políticos
Na administração do Japão dominada pelo movimento político militar durante a Segunda Guerra Mundial, o governo central civil estava sob a gestão de militares e seus aliados civis de direita, juntamente com membros da nobreza e da Família Imperial. O Imperador estava no centro desta estrutura de poder como Comandante-em-Chefe supremo das Forças Armadas Imperiais e chefe de estado.
Período inicial:
- Príncipe Kitashirakawa Yoshihisa
- Príncipe Kitashirakawa Naruhisa
- Príncipe Komatsu Akihito
- Marquês Michitsune Koga
- Príncipe Yamagata Aritomo
- Príncipe Itō Hirobumi
- Príncipe Katsura Tarō

Segunda Guerra Mundial:
- Príncipe Fumimaro Konoe
- Koki Hirota
- Hideki Tōjō

- Príncipe Itō Hirobumi
- Sua Alteza Imperial o Príncipe Kitashirakawa Naruhisa, o terceiro chefe de um ramo colateral da Família Imperial Japonesa
- Sua Alteza Imperial Marquês Michitsune Koga, membro da Família Imperial, descendente do Imperador Murakami. Ele foi o ex-governador da Prefeitura de Tóquio.
- Sua Alteza Imperial Conde Nagayoshi Ogasawara, membro da Família Imperial

### Diplomatas
Período inicial:
- Marquês Komura Jutarō: Protocolo Boxer e Tratado de Portsmouth
- Conde Mutsu Munemitsu: Tratado de Shimonoseki
- Conde Hayashi Tadasu: Aliança Anglo-Japonesa
- Conde Kaneko Kentarō: enviado aos Estados Unidos
- Visconde Aoki Shūzō: Ministro das Relações Exteriores do Japão, Tratado Anglo-Japonês de Comércio e Navegação
- Visconde Torii Tadafumi: Vice-Cônsul do Reino do Havaí
- Visconde Ishii Kikujiro: Acordo Lansing-Ishii

Segunda Guerra Mundial:
- Barão Hiroshi Ōshima: embaixador japonês na Alemanha Nazista

### Militares

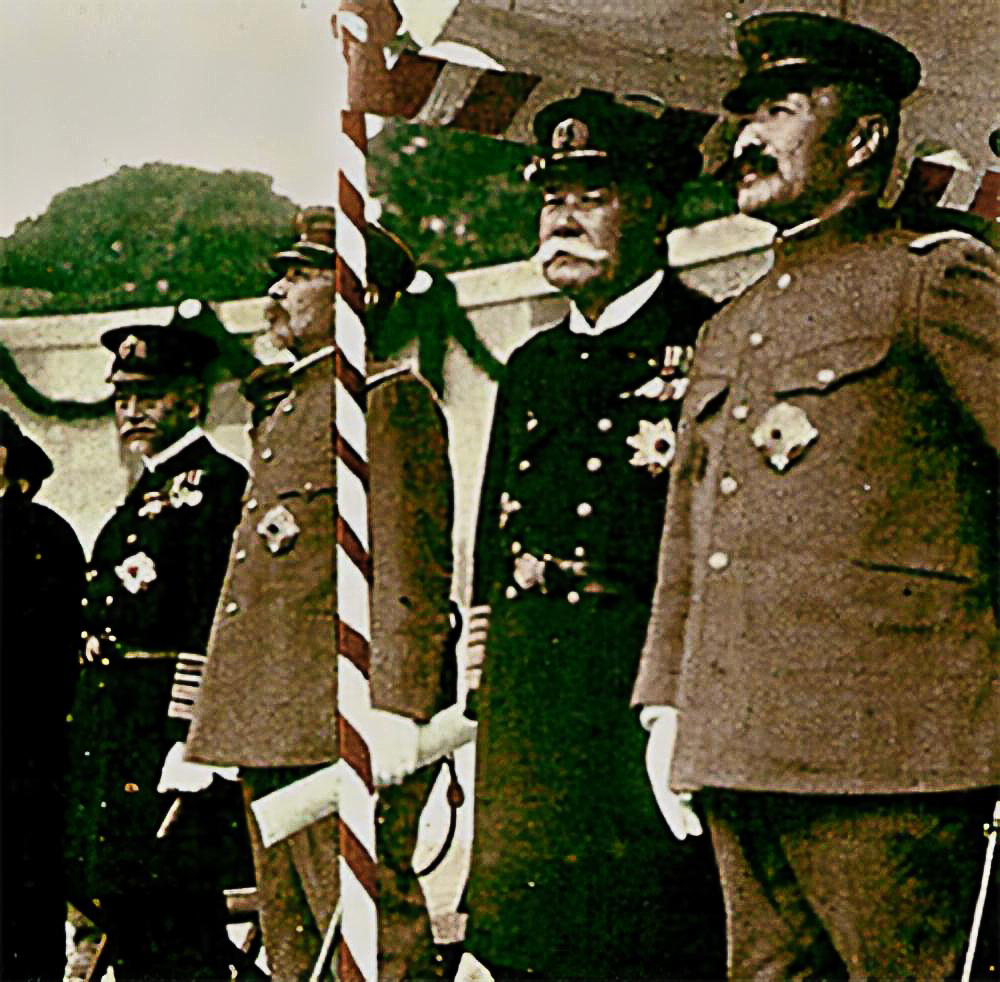
Da esquerda para a direita: Marechal Almirante Heihachirō Tōgō (1848–1934), Marechal de Campo Oku Yasukata (1847–1930), Marechal Almirante Inoue Yoshika (1845–1929) e Marechal de Campo Kageaki Kawamura (1850–1926), na cerimônia de inauguração do a estátua de bronze do Marechal de Campo Iwao Ōyama

As forças armadas do Império do Japão foram divididas em dois ramos principais: o Exército Imperial Japonês e a Marinha Imperial Japonesa. Para coordenar as operações, o Quartel-General Imperial, chefiado pelo Imperador, foi estabelecido em 1893. Generais e líderes proeminentes:

#### Exército Imperial Japonês
Período inicial:
- Marechal de Campo Príncipe Yamagata Aritomo: Chefe do Estado-Maior do Exército, Primeiro-Ministro do Japão, Fundador do IJA
- Marechal de Campo Príncipe Ōyama Iwao: Chefe do Estado-Maior do Exército
- Marechal de Campo Príncipe Komatsu Akihito: Chefe do Estado-Maior do Exército
- Marechal de Campo Marquês Nozu Michitsura
- Conde General Nogi Maresuke: Governador de Taiwan
- Conde General Akiyama Yoshifuru: Chefe do Estado-Maior do Exército
- Conde General Kuroki Tamemoto
- Conde General Nagaoka Gaishi
- Tenente General Barão Ōshima Ken'ichi: Chefe do Estado-Maior do Exército, Ministro da Guerra durante a Primeira Guerra Mundial
- General Visconde Kodama Gentarō: Chefe do Estado-Maior do Exército, Governador de Taiwan

Segunda Guerra Mundial:
- Marechal de Campo Príncipe Kotohito Kan'in: Chefe do Estado-Maior do Exército
- Marechal de Campo Hajime Sugiyama: Chefe do Estado-Maior do Exército
- General Senjūrō Hayashi: Chefe do Estado-Maior do Exército, Primeiro-Ministro do Japão
- General Hideki Tōjō: Primeiro-Ministro do Japão
- General Yoshijirō Umezu: Chefe do Estado-Maior do Exército

#### Marinha Imperial Japonesa
Período inicial:
- Marechal Almirante Príncipe Higashifushimi Yorihito (1867–1922)
- Marechal Almirante Marquês Tōgō Heihachirō (1847–1934), Batalha de Tsushima
- Marechal Almirante Conde Itō Sukeyuki (1843–1914)
- Almirante Conde Kawamura Sumiyoshi (1836–1904)
- Marechal Almirante Visconde Inoue Yoshika (1845–1929)
- Marechal Almirante Barão Ijuin Gorō (1852–1921)
- Marechal Almirante Barão Katō Tomosaburō (1861–1923)
- Almirante Barão Akamatsu Noriyoshi (1841–1920)
- Vice-almirante Akiyama Saneyuki (1868–1918), Batalha de Tsushima

Segunda Guerra Mundial:
- Marechal Almirante Mineichi Koga (1885–1944)
- Marechal Almirante Isoroku Yamamoto (1884–1943), ataque a Pearl Harbor, Batalha de Midway
- Marechal Almirante Osami Nagano (1880–1947)
- Almirante Chūichi Nagumo (1887–1944), ataque a Pearl Harbor, Batalha de Midway [134]
- Contra-almirante Visconde Morio Matsudaira (1878–1944)

## Demografia
A população do Japão na época da Restauração Meiji foi estimada em 34 985 000 em 1º de janeiro de 1873, enquanto os registros familiares originais oficiais (本籍, honseki) e de fato (ou registros atuais (現住, genjū) populações no mesmo dia foram 33 300 644 e 33 416 939, respectivamente. Estes eram comparáveis à população do Reino Unido (31 milhões), França (38 milhões) e Áustria-Hungria (38 milhões). 
- Mapa de densidade populacional de naichi (1920)
- Mapa de densidade populacional de naichi (1940)

## Economia
A Economia do Império do Japão foi caracterizada por um período de rápida industrialização no final do século XIX e início do século XX, e pelo domínio de uma economia de guerra de 1938 a 1945.

## Estudiosos/cientistas notáveis

### Século XIX
- Hirase Sakugorō (1856–1925) foi um botânico que ganhou o Prêmio Imperial em 1912.
- Ōtsuki Fumihiko (1847–1928), editor de dois conhecidos dicionários de língua japonesa, Genkai (言海, "mar de palavras", 1891) e seu sucessor Daigenkai (大言海, "grande mar de palavras", 1932–1937)
- Barão Keisuke Ito (1803–1901) foi biólogo e professor da Universidade Imperial de Tóquio (Universidade de Tóquio).
- Kiyoo Wadati (1902–1995) foi um sismólogo que ganhou o Prêmio Imperial em 1932.
- Teiji Takagi (1875–1960) foi um matemático que fez contribuições seminais para a teoria dos corpos de classes e membro do comitê de seleção para a primeira Medalha Fields.

#### Antropólogos, etnólogos, arqueólogos e historiadores
- Ōtsuki Fumihiko (1847–1928)
- Yusuke Hashiba (1851–1921)
- Koganei Yoshikiyo (1859–1944)
- Naitō Torajirō (1866–1934)
- Inō Kanori (1867–1925)
- Torii Ryūzō (1870–1953)
- Fujioka Katsuji (1872–1935)
- Masaharu Anesaki (1873–1949)
- Kunio Yanagita (1875–1962)
- Ushinosuke Mori (1877–1926)
- Ryūsaku Tsunoda (1877–1964)
- Kōsaku Hamada (1881–1938)
- Kyōsuke Kindaichi (1882–1971)
- Tetsuji Morohashi (1883–1982)
- Tsuruko Haraguchi (1886–1915)
- Shinobu Orikuchi (1887–1953)
- Zenchū Nakahara (1890–1964)

#### Cientistas médicos, biólogos, teóricos da evolução e geneticistas
- Keisuke Ito (1803–1901)
- Kusumoto Ine (1827–1903)
- Nagayo Sensai (1838–1902)
- Tanaka Yoshio (1838–1916)
- Nagai Nagayoshi (1844–1929)
- Miyake Hiizu (1848–1938)
- Takaki Kanehiro (1849–1920)
- Kitasato Shibasaburō (1853–1931)
- Hirase Sakugorō (1856–1925)
- Jinzō Matsumura (1856–1928)
- Juntaro takahashi (1856–1920)
- Aoyama Tanemichi (1859–1917)
- Yoichirō Hirase (1859–1925)
- Ishikawa Chiyomatsu (1861–1935)
- Tomitaro Makino (1862–1957)
- Yamagiwa Katsusaburō (1863–1930)
- Yu Fujikawa (1865–1940)
- Fujiro Katsurada (1867–1946)
- Kamakichi Kishinouye (1867–1929)
- Yasuyoshi Shirasawa (1868–1947)
- Takuji Iwasaki (1869–1937)
- Kiyoshi Shiga (1871–1957)
- Heijiro Nakayama (1871–1956)
- Sunao Tawara (1873–1952)
- Bunzō Hayata (1874–1934)
- Ryukichi Inada (1874–1950)
- Kensuke Mitsuda (1876–1964)
- Hideyo Noguchi (1876–1928)
- Fukushi Masaichi (1878–1956)
- Takaoki Sasaki (1878–1966)
- Gennosuke Fuse (1880–1946)
- Kono Yasui (1880–1971)
- Hakaru Hashimoto (1881–1934)
- Ichiro Miyake (1881–1964)
- Kunihiko Hashida (1882–1945)
- Takenoshin Nakai (1882–1952)
- Kyusaku Ogino (1882–1975)
- Gen-ichi Koidzumi (1883–1953)
- Makoto Nishimura (1883–1956)
- Shintarō Hirase (1884–1939)
- Tamezo Mori (1884–1962)
- Kanesuke Hara (1885–1962)
- Chōzaburō Tanaka (1885–1976)
- Michiyo Tsujimura (1888–1969)
- Yaichirō Okada (1892–1976)
- Ikuro Takahashi (1892–1981)
- Hitoshi Kihara (1893–1986)
- Satyu Yamaguti (1894–1976)
- Kinichiro Sakaguchi (1897–1994)
- Minoru Shirota (1899–1982)
- Genkei Masamune (1899–1993)

#### Inventores, industriais, engenheiros
- Tanaka Hisashige (1799–1881)
- Ōshima Takatō (1826–1901)
- Yamao Yōzō (1837–1917)
- Murata Tsuneyoshi (1838–1921)
- Masuda Takashi (1848–1938)
- Sasō Sachū (1852–1905)
- Arisaka Nariakira (1852–1915)
- Furuichi Kōi (1854–1934)
- Hirai Seijirō (1856–1926)
- Dan Takuma (1858–1932)
- Mikimoto Kōkichi (1858–1954)
- Shimose Masachika (1860–1911)
- Kotaro Shimomura (1861–1937)
- Chūhachi Ninomiya (1866–1936)
- Sakichi Toyoda (1867–1930)
- Kijirō Nambu (1869–1949)
- Namihei Odaira (1874–1951)
- Jujiro Matsuda (1875–1952)
- Masuda Tarokaja (1875–1953)
- Ryōichi Yazu (1878–1908)
- Yoshisuke Aikawa (1880–1967)
- Noritsugu Hayakawa (1881–1942)
- Miekichi Suzuki (1882–1936)
- Chikuhei Nakajima (1884–1949)
- Hidetsugu Yagi (1886–1976)
- Michio Suzuki (1887–1982)
- Yasujiro Niwa (1893–1975)
- Tokuji Hayakawa (1893–1980)
- Kōnosuke Matsushita (1894–1989)
- Kinjiro Okabe (1896–1984)
- Toshiwo Doko (1896–1988)
- Kenjiro Takayanagi (1899–1990)

#### Filósofos, educadores, matemáticos e polímatas
- Inoue Enryō (1799–1881)
- Nishimura Shigeki (1828–1902)
- Nishi Amane (1829–1897)
- Kikuchi Dairoku (1855–1917)
- Hōjō Tokiyuki (1858–1929)
- Rikitaro Fujisawa (1861–1933)
- Mitsutaro Shirai (1863–1932)
- Nitobe Inazō (1862–1933)
- Paul Tsuchihashi (1866–1965)
- Kintarô Okamura (1867–1935)
- Totsudō Katō (1870–1949)
- Tsuruichi Hayashi (1873–1935)
- Yoshio Mikami (1875–1950)
- Teiji Takagi (1875–1960)
- Matsusaburo Fujiwara (1881–1946)
- Yoshishige Abe (1883–1966)
- Sōichi Kakeya (1886–1947)

#### Químicos, físicos e geólogos
- Jōkichi Takamine (1854–1922)
- Yamakawa Kenjirō (1854–1931)
- Sekiya Seikei (1855–1896)
- Tanakadate Aikitsu (1856–1952)
- Kikunae Ikeda (1864–1936)
- Masataka Ogawa (1865–1930)
- Hantaro Nagaoka (1865–1950)
- Fusakichi Omori (1868–1923)
- Shin Hirayama (1868–1945)
- Hisashi Kimura (1870–1943)
- Akitsune Imamura (1870–1948)
- Kotaro Honda (1870–1954)
- Harutaro Murakami (1872–1947)
- Shinzo Shinjo (1873–1938)
- Umetaro Suzuki (1874–1943)
- Kiyotsugu Hirayama (1874–1943)
- Suekichi Kinoshita (1877–1935)
- Torahiko Terada (1878–1935)
- Masatoshi Ōkōchi (1878–1952)
- Keiichi Aichi (1880–1923)
- Jun Ishiwara (1881–1947)
- Yasuhiko Asahina (1881–1975)
- Satoyasu Iimori (1885–1982)
- Akira Ogata (1887–1978)
- Yoshio Nishina (1890–1951)
- Tokushichi Mishima (1893–1975)
- Masuzo Shikata (1895–1964)
- Hakaru Masumoto (1895–1987)
- Okuro Oikawa (1896–1970)
- Ozawa Yoshiaki (1899–1929)

### Século XX
- Mako
- Yoji Ito
- Satosi Watanabe
- Seiji Naruse
- Takeo Doi
- Tatsuo Hasegawa
- Kiro Honjo
- Jiro Horikoshi
- Hideo Itokawa
- Soichiro Honda
- Yanosuke Hirai
- Katsuji Miyazaki
- Shinroku Momose
- Ryoichi Nakagawa
- Jiro Tanaka
- Noriaki Fukuyama
- Eizaburo Nishibori
- Shin'ichirō Tomonaga
- Kiyoo Wadati
- Shokichi Iyanaga
- Hideki Yukawa
- Takeo Hatanaka
- Kazuo Kubokawa
- Tomizo Yoshida
- Kiyosi Itô
- Shoichi Sakata
- Yutaka Taniyama
- Kôdi Husimi
- Seishi Kikuchi
- Taketani Mitsuo
- Takahiko Yamanouchi
- Shigeyoshi Matsumae
- Shigeo Shingo
- Nobuchika Sugimura
- Jisaburo Ohwi
- Yo Takenaka
- Sanshi Imai
- Kikutaro Baba
- Katsuzo Kuronuma
- Yasunori Miyoshi
- Katsuma Dan
- Hiroshi Nakamura
- Ukichiro Nakaya
- Yusuke Hagihara
- Isao Imai
- Shintaro Uda
- Kinjiro Okabe
- Ozawa Yoshiaki
- Issaku Koga
- Yuzuru Hiraga
- Jiro Horikoshi
- Yoshiro Okabe
- Motonori Matuyama
- Masauji Hachisuka
- Tokubei Kuroda
- Hikosaka Tadayoshi
- Bunsaku Arakatsu
- Shinji Maejima
- Takahito, Prince Mikasa
- Toshihiko Izutsu
- Kawachi Yoshihiro
- Katsutada Sezawa
- Katsura Kotaro

## Linha do tempo (1926–1947)
- 1926: Morre o Imperador Taishō (25 de dezembro).
- 1927: Tanaka Giichi torna-se primeiro-ministro (20 de abril).
- 1928: O Imperador Shōwa é formalmente empossado como imperador (10 de novembro).
- 1929: Hamaguchi Osachi torna-se primeiro-ministro (2 de julho).
- 1930: Hamaguchi é ferido em uma tentativa de assassinato (14 de novembro).
- 1931: Hamaguchi morre e Wakatsuki Reijirō torna-se primeiro-ministro (14 de abril). O Japão ocupa a Manchúria após o Incidente de Mukden (18 de setembro). Inukai Tsuyoshi torna-se primeiro-ministro (13 de dezembro) e aumenta o financiamento para os militares na China.
- 1932: Após um ataque aos monges japoneses em Xangai (18 de janeiro), as forças japonesas bombardeiam a cidade (29 de janeiro). Manchukuo é estabelecido com Pu Yi como imperador (29 de fevereiro). Inukai é assassinado durante uma tentativa de golpe e Saitō Makoto torna-se primeiro-ministro (15 de maio). O Japão é censurado pela Liga das Nações (7 de dezembro).
- 1933: O Japão deixa a Liga das Nações (27 de março).
- 1934: Keisuke Okada torna-se primeiro-ministro (8 de julho). O Japão retira-se do Tratado Naval de Washington (29 de dezembro).
- 1936: Tentativa de golpe (Incidente de 26 de fevereiro). Kōki Hirota torna-se primeiro-ministro (9 de março). O Japão assina seu primeiro pacto com a Alemanha (25 de novembro) e reocupa Tsingtao (3 de dezembro). Mengjiang estabeleceu-se na Mongólia Interior.
- 1937: Senjūrō Hayashi torna-se primeiro-ministro (2 de fevereiro). O príncipe Fumimaro Konoe torna-se primeiro-ministro (4 de junho). Batalha da Ponte Lugou (7 de julho). O Japão captura Pequim (31 de julho). As tropas japonesas ocupam Nanquim (13 de dezembro), dando início ao Massacre de Nanquim.
- 1938: Batalha de Taierzhuang (24 de março). Cantão cai nas mãos das forças japonesas (21 de outubro).
- 1939: Hiranuma Kiichirō torna-se primeiro-ministro (5 de janeiro). Abe Nobuyuki torna-se primeiro-ministro (30 de agosto).
- 1940: Mitsumasa Yonai torna-se primeiro-ministro (16 de janeiro). Konoe torna-se primeiro-ministro para um segundo mandato (22 de julho). Ofensiva dos Cem Regimentos (agosto-setembro). O Japão ocupa a Indochina Francesa na sequência da queda de Paris, e assina o Pacto Tripartite (27 de setembro).
- 1941: General Hideki Tojo torna-se primeiro-ministro (18 de outubro). As forças navais japonesas atacam Pearl Harbor, no Havaí (7 de dezembro), levando os Estados Unidos a declarar guerra ao Japão (8 de dezembro). O Japão conquista Hong Kong (25 de dezembro).
- 1942: Batalha de Ambon (30 de janeiro a 3 de fevereiro). Batalha de Palembang (13 a 15 de fevereiro). Singapura se rende ao Japão (15 de fevereiro). Japão bombardeia a Austrália (19 de fevereiro). Ataque ao Oceano Índico (31 de março a 10 de abril). Ataque Doolittle em Tóquio (18 de abril). Batalha do Mar de Coral (4 a 8 de maio). As forças dos EUA e das Filipinas rendem-se na Batalha das Filipinas (1942) (8 de maio). Vitória aliada na Batalha de Midway (6 de junho). Vitória aliada na Batalha de Milne Bay (5 de setembro). Batalha das Ilhas Santa Cruz (25 a 27 de outubro).
- 1943: Vitória Aliada na Batalha de Guadalcanal (9 de fevereiro). Vitória aliada na Batalha de Tarawa (23 de novembro).
- 1944: Tojo renuncia e Kuniaki Koiso torna-se primeiro-ministro (22 de julho). Batalha do Golfo de Leyte (23 a 26 de outubro).
- 1945: Bombardeiros aliados iniciam bombardeios incendiários nas principais cidades japonesas. Vitória aliada na Batalha de Iwo Jima (26 de março). O almirante Kantarō Suzuki torna-se primeiro-ministro (7 de abril). Vitória aliada na Batalha de Okinawa (21 de junho). Os EUA lançam bombas atômicas sobre Hiroshima (6 de agosto) e Nagasaki (9 de agosto), a União Soviética e a Mongólia invadem as colônias japonesas de Manchukuo, Mengjiang (Mongólia Interior), norte da Coreia, Sacalina do Sul e Ilhas Curilas (9 de agosto a 2 de setembro). O Japão se rende (2 de setembro): começa a ocupação aliada.
- 1947: A Constituição do Japão entra em vigor.

## Imperadores
| Retrato | Nome póstumo1           | Nome dado2       | Nome de infância3    | Reinado                | Nome da Era4 |
| --- | ----------------------- | ---------------- | -------------------- | ---------------------- | ------------ |
| | Meiji Tennō (明治天皇)  | Mutsuhito (睦仁) | Sachi-no-miya (祐宮) | 1868–1912 (1890–1912)5 | Meiji        |
| | Taishō Tennō (大正天皇) | Yoshihito (嘉仁) | Haru-no-miya (明宮)  | 1912–1926              | Taishō       |
| | Shōwa Tennō (昭和天皇)  | Hirohito (裕仁)  | Michi-no-miya (迪宮) | 1926–19896             | Shōwa        |
| 1 Cada nome póstumo foi dado após os respectivos nomes de época como nas Dinastias Ming e Qing da China. |                         |                  |                      |                        |              |
| 2 O nome da família imperial japonesa não tem sobrenome ou nome dinástico. |                         |                  |                      |                        |              |
| 3 O Imperador Meiji era conhecido apenas pela denominação Sachi-no-miya desde seu nascimento até 11 de novembro de 1860, quando foi proclamado herdeiro aparente do imperador Kōmei e recebeu o nome pessoal Mutsuhito.                           |                         |                  |                      |                        |              |
| 4 Nenhum nome de época múltipla foi dado para cada reinado após o Imperador Meiji. |                         |                  |                      |                        |              |
| 5 Constitucionalmente |                         |                  |                      |                        |              |
| 6 Constitucionalmente. O reinado do Imperador Shōwa continuou até 1989, uma vez que ele não abdicou após a Segunda Guerra Mundial. No entanto, ele perdeu seu status de deus vivo e influência na política após a adoção da constituição de 1947. |                         |                  |                      |                        |              |

## Bandeiras
- Bandeira do Império do Japão de 1870 a 1999
- Bandeira de guerra do Exército Imperial Japonês
- Bandeira naval do Império do Japão
- Bandeira do Imperador Japonês